# ポケモンの一覧 (599-649)
ポケモンの一覧（ポケモンのいちらん）は、ゲームソフト『ポケットモンスターシリーズ』に登場する架空の生物「ポケットモンスター（ポケモン）」の一覧。本項では全1025種のうち、『ポケットモンスター ブラック・ホワイト』から登場し、シリーズ共通の全国ポケモン図鑑において599から649までの番号を付与されている種を掲載する。

## ギアル
| 分類: はぐるまポケモン | タイプ: はがね           | 高さ: 0.3m   | 重さ: 21.0kg     |
| 特性: プラス/ マイナス | かくれ特性: クリアボディ | 進化前: なし | 進化後: ギギアル |

2つの歯車が合わさった姿形をしたポケモン。それぞれの歯車に顔が存在する。2匹が歯車の歯をかみ合わせ、回転することで生きるのに必要なエネルギーを生み出し、生命活動を維持している。この2匹の組み合わせはギアル1組で決まっており、ちゃんとした組み合わせでないとうまく歯が噛み合わず回転しない。アララギ博士の話によると、ギアルが確認された記録はここ100年以内のものしか存在せず、100年以内に誕生した新生物の可能性が高いという調査結果が出ている。大昔の人間がギアルの姿を見た時に歯車の構造を思いつき、近代技術を発展させたと言われている。
キャラクターデザインの面においては、それまでの作品におけるダグトリオやレアコイルなどのような「複数体で一つのポケモンを成している」系列のポケモンとしてデザインされた。
専用技は「ギアソーサー」。命中率80%のはがねタイプの二回連続攻撃わざ。
TVアニメ版では『劇場版ポケットモンスター ベストウイッシュ ビクティニと黒き英雄 ゼクロム・白き英雄 レシラム』のモーモントのポケモンとして登場し、楽器やヘリコプターの動力となっている。『ベストウイッシュ シーズン2』でもバージルの所有する飛行機の動力として活用されていた。

## ギギアル
| 分類: はぐるまポケモン | タイプ: はがね           | 高さ: 0.6m     | 重さ: 51.0kg       |
| 特性: プラス/ マイナス | かくれ特性: クリアボディ | 進化前: ギアル | 進化後: ギギギアル |

ギアルの進化形。進化前と同様に複数の歯車が合わさった姿形だが、大小さまざまな歯車型ポケモンが更に合体して身体ができた構造となっており、外見は進化前と同サイズの2つの歯車に、後ろ側へ巨大な歯車1つが重なった姿をしている。顔の片方も後ろの巨大歯車に移っている。この各パーツはそれぞれ「でかギア」「ちびギア」と呼ばれ、仲間同士でコミュニケーションをとる際は回転方向や速度で感情を伝えている。本気を出すと、歯車の噛み合わせを変えることで「ちびギア」を高速回転させ、そのまま分離し射出することで攻撃することもできるが、「ちびギア」が「でかギア」に戻れないと生命エネルギーの生産を行えず命への危険が及ぶ。
TVアニメ版では『劇場版ポケットモンスター ベストウイッシュ ビクティニと黒き英雄 ゼクロム・白き英雄 レシラム』のモーモントのポケモンとして登場し、楽器やヘリコプターの動力となっている。『ベストウイッシュ シーズン2』でもバージルの所有する飛行機の動力として活用されていた。

## ギギギアル
| 分類: はぐるまポケモン | タイプ: はがね           | 高さ: 0.6m       | 重さ: 81.0kg |
| 特性: プラス/ マイナス | かくれ特性: クリアボディ | 進化前: ギギアル | 進化後: なし |

ギギアルの進化形。「でかギア」の小径歯車に赤い歯車が横方向に追加された。縦方向に歯車が増えたわけではないので、高さはギギアルと同じ。赤い歯車はエネルギーの蓄積・放出の役割を持つコアであり、生物ではない。コアのエネルギーを「ちびギア」に伝達させることで、ギギアル同様の遠隔攻撃を強化する。更に、コアと連動して回転する輪のトゲから、エネルギーを発射することもできる。コアを高速回転させることでエネルギーを蓄積する。
『ブラック・ホワイト』ではプラズマ団のNが最後の決戦において使ってくる。また、バトルサブウェイではノーマルランクでサブウェイマスターのノボリ・クダリが使用してくる。「ソード・シールド」ではマクロコスモスのローズが使用する。
TVアニメ版では『劇場版ポケットモンスター ベストウイッシュ ビクティニと黒き英雄 ゼクロム・白き英雄 レシラム』のモーモントのポケモンとして登場し、楽器やヘリコプターの動力となっている。『ベストウイッシュ シーズン2』でもバージルの所有する飛行機の動力として活用されていた。

## シビシラス
| 分類: でんきうおポケモン | タイプ: でんき   | 高さ: 0.2m   | 重さ: 0.3kg        |
| 特性: ふゆう             | かくれ特性: なし | 進化前: なし | 進化後: シビビール |

レプトケファルスのようなシルエットを持つポケモン。身体の側面には、絶え間なく光る心電図のようなラインが走る。発電器官を持ち、危険が迫ると防衛のために放電を行う。単体での発電量は少ないが、群れで行動して一斉に放電することで補い、大量のシビシラスが連結しての放電は落雷に匹敵する出力を持つ。
ふゆうの特性を持つ関係でシビシラスとその進化系は弱点が無い、珍しいポケモンである。
TVアニメ版では『ベストウイッシュ』第50話でライモンジムリーダー・カミツレの手持ちポケモンとして登場したが、興奮状態だったピカチュウには勝てなかった。声優は古島清孝。
デザインは大村祐介が担当し、シビビールおよびシビルドンよりも後に作られ、「本物のウナギの成長と同じ流れを、ポケモンの進化で表現したい」「ポケモンでも生き物として正しいことを守る」ということでのウナギの稚魚を調べてデザインされた。

## シビビール
| 分類: でんきうおポケモン | タイプ: でんき   | 高さ: 1.2m         | 重さ: 22.0kg       |
| 特性: ふゆう             | かくれ特性: なし | 進化前: シビシラス | 進化後: シビルドン |

シビシラスの進化形。吸盤状の大きな口をしたウナギ（ヤツメウナギ）のような姿をしている。体の黄色い模様が発電器官になっており、敵に巻きついてから模様を押しつけて感電させる。食に対して貪欲で、電気攻撃は狩りの際にも使われる。
アニメではピカチュウとバトルして敗北するワンシーンのみの登場。

## シビルドン
| 分類: でんきうおポケモン | タイプ: でんき   | 高さ: 2.1m         | 重さ: 80.5kg |
| 特性: ふゆう             | かくれ特性: なし | 進化前: シビビール | 進化後: なし |

シビビールの進化形。シビビールにかみなりのいしを使うと進化する。シビビールのときにはなかった腕を持ち、腕力は強く海辺にいた獲物を一気に海中へ引き込んでしまう。シビビールと同様に身体の黄色い模様は発電器官となっている。進化してからは、後ろ足のようになった尻鰭でジャンプするように歩く事もできるようになった。口は円形の吸盤状で、内側に鋭い牙が並ぶヤツメウナギのような構造となっている。獲物を攻撃する際は、口で吸い付いた上で牙を食い込ませ、獲物に至近距離から電流を流して仕留める。また、「鰻登り」に相当する言い回しに「シビルドン登り」があり、パルデア地方のジムリーダーであるナンジャモが好んで使っている。
『ブラック・ホワイト』ではプラズマ団のゲーチスとエンディング後にサザナミタウンで登場するシロナ（『ブラック2・ホワイト2』では使用しない）、バトルサブウェイのサブウェイマスターであるクダリ（スーパーダブルトレイン、スーパーマルチトレインのみ）の手持ちとして登場するほか、『ブラック2・ホワイト2』ではエンディング後にライバル（ヒュウ）が使用する。当時はミカルゲ，ヤミラミと並んで弱点の無いポケモンであった。尚，ミカルゲとヤミラミはX・Yから新規で追加されたフェアリータイプが弱点となったためこの限りではなくなったが、シビルドンだけは特性であるふゆうが打ち消されない限り，今もなお弱点が存在しない。また，Nの城で最後に戦うゲーチスの使用ポケモンであり，上述の通り弱点が存在しないことから、そこそこにプレイヤーを苦しめた。他にも「スカーレット・バイオレット」ではアカデミー教師のミモザがメスの個体を使用する。
TVアニメ版では『ベストウイッシュ』第48話でサブウェイマスターのクダリの手持ちとして初登場。声優は渡辺明乃。シーズン2第19話（通算第103話）ではイッシュリーグの出場者・ケンオーの手持ちとして登場。第8シリーズ（『リコとロイの旅シリーズ』）では第18話にてスマホロトムの画面でシビルドン登りの画像が実際に登場。

## リグレー
| 分類: ブレインポケモン     | タイプ: エスパー       | 高さ: 0.5m   | 重さ: 9.0kg      |
| 特性: テレパシー/ シンクロ | かくれ特性: アナライズ | 進化前: なし | 進化後: オーベム |

リトル・グレイのような姿をしたポケモン。50年前に砂漠の彼方から突然やってきたと図鑑で紹介されている。リグレーが怒ると、強力なサイコパワーで相手の脳みそを絞めつけて頭痛を起こさせるという。テレビの傍にいるとリグレーの故郷らしき風景が映る。
テレビアニメ版では『ポケットモンスター ベストウイッシュ』第30話で初登場。

## オーベム
| 分類: ブレインポケモン     | タイプ: エスパー       | 高さ: 1.0m       | 重さ: 34.5kg |
| 特性: テレパシー/ シンクロ | かくれ特性: アナライズ | 進化前: リグレー | 進化後: なし |

リグレーの進化形で、茶色い身体のベムのような姿をしたポケモン。3本の指は赤、黄、緑の3色に分かれており、これらを点滅させることで仲間と会話をする。ガラル地方では、オーベムが牧場に現れるとバイウールーが一匹牧場から消えるという言い伝えがある。サイコパワーによって相手の脳を操ることで記憶を書き換え操作する能力を持ち、一部の図鑑には「あなたも書き換えられているかも知れない」といった不気味な解説文がある。
翼がないのにもかかわらず何故か「はがねのつばさ」を覚える。
『ブラック2・ホワイト2』では、プラズマ団のアクロマが使用する。
TVアニメ版では『ベストウイッシュ』第45話で夢泥棒・レオン(声 - 高木渉)の手持ちとして登場。『ベストウイッシュ シーズン2』第49話では乗っていた円盤がオオキナ島に墜落し、町の住民に暗示をかけ（サトシ、ムサシ、コジロウは暗示にかからなかった）、おまもりこばんに似た宇宙船の部品を探させていた（この時、暗示にかかった人たちの顔がオーベムになっていた）。
テレビアニメ第8シリーズ（『リコとロイの旅シリーズ』）ではエクスプローラーズのメンバーであるスピネル（声 - 古川慎）のポケモンとして第13話から登場。主に監視役を務めており、それをスピネルに報告するのが役目である。第14話ではリコとニャオハ（スマホロトムも含む）の一部の記憶を奪った（しかし、続く第15話での様子で「第1話の旅立ち前後からの記憶」を奪ったことが判明し、後に紆余曲折を得て記憶を取り戻す事になる）。65話ではアメジオを罠に嵌めてリコと協力せざるを得ない状況をつくり、共に脱出する様子を監視していたことで、アメジオを失脚に追い込むことに成功した。使用する技は「サイコキネシス」（第14話から使用）、「あくのはどう」（第14話から使用）、「メテオビーム」（第14話で使用しかけたが、発射直前にフリードのにリザードンがあくタイプにテラスタルし、「テラバースト」を放たれたことで失敗した）、「テレポート」（第14話から使用）。

## ヒトモシ
| 分類: ろうそくポケモン         | タイプ: ゴースト/ ほのお | 高さ: 0.3m   | 重さ: 3.1kg        |
| 特性: もらいび/ ほのおのからだ | かくれ特性: すりぬけ     | 進化前: なし | 進化後: ランプラー |

青い炎を灯した小さな蝋燭型のポケモン。頭の炎は、周囲の人やポケモンから吸い取った生命力を燃やしているもの。真っ暗な場所を歩く人やポケモンの前に現れ、明かりを灯して道案内をしているかのように装い、生命力を吸い取りながら霊界へと誘おうとする習性を持つ。公式には「火は幻のようなもの」と示唆されている。
TVアニメ版では『ベストウイッシュ』第26話で野生のものが4体登場（声優はたかはし智秋）。屋敷を秘密基地にしようとしたロケット団の指示に従っているかのように見えたが、実は屋敷で最初からリーダー格のランプラーと共に悪さを働いており、屋敷へ雨宿りに来たサトシたちやロケット団、そのポケモンたちを霊界へ誘おうと企んでいた（ロケット団に至っては生命力を奪われ衰弱していた）。最後は一時共闘したサトシたちやロケット団のポケモンたちの攻撃を受け自分たちだけが霊界へ飛ばされてしまった（同時に衰弱していたロケット団は元に戻った）。
テレビアニメ第8シリーズ（『リコとロイの旅シリーズ』）では第20話にてジムリーダーのカブのポケモンとして20匹が登場。炎のある個体とない個体がおり、リコは炎を消す、ロイは炎を灯すというルールになっている。結果は全てのヒトモシに炎を灯したロイが勝利する（途中でリコのためらいもあった）。声優はエクスプローラーズのメンバーであるコニア役の志田有彩とアンとアレックスのパピモッチ役の緒方佑奈が担当。第28話（『テラパゴスのかがやき』第3話）のミニコーナー「フリード博士のポケモンゼミ」ではランプラーとシャンデラと共に登場した。

## ランプラー
| 分類: ランプポケモン           | タイプ: ゴースト/ ほのお | 高さ: 0.6m       | 重さ: 13.0kg       |
| 特性: もらいび/ ほのおのからだ | かくれ特性: すりぬけ     | 進化前: ヒトモシ | 進化後: シャンデラ |

ヒトモシの進化形。カンテラのような外見をしており、内部で燃える青紫の炎に顔が浮かび上がっている。死者の魂を糧にしており、周囲を徘徊して臨終の際の者を探し、見つけると魂が肉体から離れた瞬間に吸い取ってしまう、不吉なポケモンとされている。かつては森の奥深くに棲んでいたが、今際の際の人間の多い病院付近を狙って、大きな街にも棲み付き始めた。稀にヒトモシとともに人やポケモンの生命エネルギーを能動的に吸い取り、霊界へ道案内することもあるといわれる。
TVアニメ版では『ベストウイッシュ』第22話でシューティーのポケモンとして登場。第26話では野生で別個体のものが登場し、屋敷で悪さを働いていた。声優は西村ちなみ。
テレビアニメ第8シリーズ（『リコとロイの旅シリーズ』）では第28話（『テラパゴスのかがやき』第3話）にてかつてダイアナの冒険仲間で詐欺師のテペン（声 - 菊池通武）のポケモンとして登場。ロイから盗んだいにしえのモンスターボールの入った袋をぶら下げている。バトルでは「サイドチェンジ」でドーミラーと入れ替わったり、「どろぼう」でモンスターボールを奪うなど活躍を見せたが、キャプテンピカチュウの「かみなりパンチ」で他のポケモン達と共に敗北する。冒険に出た時の頃はヒトモシだった。また、ダイアナによってテペンの真実を映し出された時は内心では他のポケモン達と共に昔のようにテペンに「冒険者に戻ってほしい」と思っていた様子であり、テペンも涙ながらに謝罪・改心し、事件後にまた一からやり直すことを決意する。その後のミニコーナー「フリード博士のポケモンゼミ」ではヒトモシとシャンデラと共に登場した。
初期段階でのヒトモシの系列は「焚き火 ⇒ ろうそく ⇒ ランプ」という進化順序で、ランプラーが最終進化形となる予定だった。

## シャンデラ
| 分類: いざないポケモン         | タイプ: ゴースト/ ほのお | 高さ: 1.0m         | 重さ: 34.3kg |
| 特性: ほのおのからだ/ もらいび | かくれ特性: すりぬけ     | 進化前: ランプラー | 進化後: なし |

ランプラーの進化形。青紫色の炎を頭頂部や腕に灯した黒いシャンデリアのような姿をしているポケモン。人やポケモンの魂を吸い取って燃やし、糧にしている。怪しげな炎に包まれた人やポケモンは魂を吸い取られて燃やされ、跡には抜け殻や骨だけが残り、燃やされた魂は行き場をなくしてこの世を永遠に彷徨う。両腕に灯っている炎を揺らすことで、相手を催眠状態にすることができる。シャンデラを照明の代わりにしていた屋敷では、住人の葬式が絶えないと言われている。
ランプラーに「やみのいし」を使用して進化させることにより入手が可能。四天王のシキミが切札として使用するほか、殿堂入り後のベルが手持ちに入れている。また、バトルサブウェイのサブウェイマスター・ノボリとクダリがスーパートレインで使用する。『ブラック2・ホワイト2』のPWTではワールドリーダーズトーナメントでエンジュジムリーダーのマツバとフエンジムリーダーのアスナが使用し、チャンピオンズトーナメントではイッシュ地方の元チャンピオン・アデクが使用する。『X・Y』では四天王のパキラ、『オメガルビー・アルファサファイア』では四天王のフヨウ(強化後)、「シールド」ではジムリーダーのオニオンが使用する。
TVアニメ版では『ベストウイッシュ』第48話でサブウェイマスターのノボリの手持ちとして初登場。声優はサトシのミジュマル役の福圓美里。
テレビアニメ第8シリーズ（『リコとロイの旅シリーズ』）では第24話にてリコの祖母であるダイアナの棲んでいる古城にいる野生のポケモンとして登場。その後の第25話ではエクスプローラーズ襲撃時に瓦礫の下敷きになっていたが、デスバーンに助けられた。その他には第9話にてリコの父であるアレックスが描いた絵本の表紙で登場。第28話（『テラパゴスのかがやき』第3話）のミニコーナー「フリード博士のポケモンゼミ」ではヒトモシとランプラーと共に登場した。
初期段階でのヒトモシの系列は「焚き火 ⇒ ろうそく ⇒ ランプ」という進化順序で、ランプラーが最終進化となるはずであったが、「形態を照明器具で統一する」ということから焚き火のポケモンが除外され、新たな最終進化形としてシャンデリアをモデルにデザイン・追加されて誕生したポケモンである。
『大乱闘スマッシュブラザーズ for Nintendo 3DS』の「フィールドスマッシュ」では、敵キャラクターとして登場。地形に沿って進む「ほのおのうず」や、3連射する「おにび」で攻撃してくる。また、「もらいび」の特性により炎属性の攻撃を吸収してパワーアップする。

## キバゴ
| 分類: キバポケモン             | タイプ: ドラゴン           | 高さ: 0.6m   | 重さ: 18.0kg     |
| 特性: とうそうしん/ かたやぶり | かくれ特性: きんちょうかん | 進化前: なし | 進化後: オノンド |

灰色と濃灰のボディに、口から突き出た大きな2本の牙が特徴的なポケモン。縄張り意識があり、この特徴的な牙で樹木に傷をつけ、縄張りの目印を作るという。これやバトル等で牙が折れてしまうことがあるが、すぐに生えてくる。何回も生えると、立派な牙になる。昔の人は牙を包丁代わりにしていた。
TVアニメ版では『ポケットモンスター ベストウイッシュ』でアイリスのポケモンとして登場。性別はオス。声優は津田美波。また、アイリスの故郷である竜の里で、何匹ものキバゴが放牧のような形で育てられている様子が第9話の回想シーンやシーズン2の第16話で描かれている。PM2ではオノノクスに進化した姿で登場。

## オノンド
| 分類: あごオノポケモン         | タイプ: ドラゴン           | 高さ: 1.0m     | 重さ: 36.0kg       |
| 特性: とうそうしん/ かたやぶり | かくれ特性: きんちょうかん | 進化前: キバゴ | 進化後: オノノクス |

キバゴの進化形で、2本の牙がさらに大きくなったポケモン。縄張り意識がとても強く、オノンドたちの争いは激しいという。キバゴと違い折れた牙は二度と生え変わらないのでここぞと言う時以外は使わず、牙を使った戦いの後には河原の岩で牙を研ぐ。研ぐための岩石を巡り、身体に複数の刃を持つポケモン・キリキザンと争うことがある。獲物は牙を使って食べるものと保存するものに切り分ける。
TVアニメ版では『ポケットモンスター ベストウイッシュ』第6話にてアイリスのキバゴの夢の中で初登場。キバゴがムシャーナが放つピンク色の光を浴びたことで眠ってしまい、マコモ博士のムンナに助けられる際に夢がサトシたちに見えるように顕現した。この際キバゴは自分が進化する夢を見ていたようであり、この後さらにオノノクスに進化している。

## オノノクス
| 分類: あごオノポケモン         | タイプ: ドラゴン           | 高さ: 1.8m       | 重さ: 105.5kg |
| 特性: とうそうしん/ かたやぶり | かくれ特性: きんちょうかん | 進化前: オノンド | 進化後: なし  |

オノンドの進化形。ギラティナのように緑がかった黄色と灰色の体色を持つ。オノンドの頃から顔の側面にある斧状の牙は更に大型化し、頭部自体が巨大な両刃斧のような形となり、牙は流氷はもちろん鋼鉄も切断するほどの強度と鋭さがある。その強度を維持する為、土を舐めてミネラルを補給する習性がある。巨大な体格と威圧的なフォルムとは裏腹に、普段は心優しいポケモンであるが、縄張りや仲間を傷つける敵や無暗に牙を触る相手に対してはその牙で容赦なく挑みかかる面も持つ。主に洞窟や廃鉱山を塒としている。
『ポケットモンスター ブラック・ホワイト』の開発最初期にデザインされたポケモンの一体で、「かっこよくて恐竜のようなポケモン」というオーダーでデザインされた。キバゴとオノンドはオノノクスから逆算される形でデザインされた。なお、デザインの担当者はダルマッカやプルリル、マッギョなどと同一である。
『ポケットモンスター ブラック・ホワイト』ではソウリュウシティのジムリーダー（『ブラック』ではシャガ、『ホワイト』ではアイリス）が切り札として使用し、エンディング後においてはライバルのチェレンも使用する。またバトルサブウェイにおいては、サブウェイマスターのノボリとクダリがスーパートレインで使用してくる。『ブラック2・ホワイト2』ではシャガとノボリ・クダリが引き続き使用する他、チャンピオンになったアイリスが切り札として使用。『オメガルビー・アルファサファイア』では四天王のゲンジが強化後に使用する。「ソード・シールド」ではチャンピオンのダンデ、「スカーレット・バイオレット」では四天王およびアカデミー教師のハッサクや、ブルベリーグ四天王のカキツバタが使用する。
TVアニメ版では、1進化前のオノンドと同様に、『ポケットモンスター ベストウイッシュ』第6話におけるアイリスのキバゴの夢の中で初登場。また第33話にてシャガの手持ちとして登場。圧倒的なレベルの差を見せつけ、アイリスのドリュウズに勝利（ドリュウズはオノノクスに敵わないと感じていたが、連勝続きで天狗になっていたアイリスはそのことに気付いていなかった）。この敗北によりドリュウズは自信喪失してアイリスに不信感を抱き指示を聞かなくなってしまう。PM2ではアイリスのキバゴがオノノクスに進化した姿で再登場。声優は光部樹。

## クマシュン
| 分類: ひょうけつポケモン | タイプ: こおり     | 高さ: 0.5m   | 重さ: 8.5kg        |
| 特性: ゆきかき           | かくれ特性: びびり | 進化前: なし | 進化後: ツンベアー |

子供のホッキョクグマのような姿をしたポケモン。頭は青く、体は白い。常に鼻水を垂らしており、これが技の源となるため、技を出す際には鼻水をすする。体調が悪くなると鼻水が水っぽくなり、氷技の威力が減退してしまう。鼻水が垂れなくなると病気の可能性がある。また、鼻水自体も冷気を纏っており、嫌な相手には鼻水を擦り付ける。うっかりくしゃみに巻き込まれると凍傷になってしまう。
『ポケモンスマッシュ!』とのタイアップで、2010年10月22日 - 11月29日までの期間中ニンテンドーWi-Fiコネクションで「お助けクマシュン」が配信された。
TVアニメ版では『ベストウイッシュ』第46話で野生のポケモンとして初登場。

## ツンベアー
| 分類: とうけつポケモン | タイプ: こおり       | 高さ: 2.6m         | 重さ: 260.0kg |
| 特性: ゆきかき         | かくれ特性: すいすい | 進化前: クマシュン | 進化後: なし  |

クマシュンの進化形で、2足歩行のホッキョクグマのような姿をしたポケモン。進化前より身体や腕が大きくなっているほか、鼻水が出なくなった代わりに顎から氷柱が伸びて顎鬚のようになっている。主に北の寒い土地に生息しており、得意の水泳で北の海を泳ぎまわって獲物を捕らえる。吐息を自在に凍らせる能力を持ち、これにより氷でできた爪や牙を作り武器として扱う。北国では「白い悪魔」と呼ばれており、肉食で獰猛な性格をしている。
『ブラック・ホワイト』ではセッカシティのジムリーダーであるハチクが切り札として使用する。『オメガルビー・アルファサファイア』では四天王のプリムが強化後に使用。「スカーレット・バイオレット」ではジムリーダーのグルーシャが使用。
TVアニメ版では『ベストウイッシュ』第33話にてドラゴンバスターのラングレーのポケモンとして初登場。声優は三宅健太。第78話ではハチクの手持ちポケモンとして登場。リンゾーのブルンゲル2体を相手にしても圧勝するほどの強さをもつ。『めざせポケモンマスター』第4話では野生の個体が登場、うまくこおり技が扱えずため息ばかりついていたが、サトシたちの協力でうまく使いこなせるようになる。声優はラングレーのツンベアー同様三宅健太。
テレビアニメ第8シリーズ（『リコとロイの旅シリーズ』）ではナッペ山に生息し縄張りとする野生のポケモンとして登場。クマシュンを観察していたロイとホゲータの前に現れ、縄張りに入り誤ってクマシュンを泣かしたロイを敵と見なして襲撃するが、ドットのウェルカモのアクアブレイクとリコのニャローテのマジカルリーフで撹乱し、リコロイドットはその場から逃げ出す事に成功する。ロイが迷子になったホゲータと再会した後、近くを彷徨いていたが、ホゲータが雪を被ってクマシュンそっくりになったからか今度は襲ってこなかった。こちらの声優はフリード役の八代拓。

## フリージオ
| 分類: けっしょうポケモン | タイプ: こおり   | 高さ: 1.1m   | 重さ: 148.0kg |
| 特性: ふゆう             | かくれ特性: なし | 進化前: なし | 進化後: なし  |

雪の結晶のような身体に、目（上の二つ）と口（下側）がついた外見をしており、口からは氷の結晶でできた2本の鎖が伸びており、これにより獲物を捕らえる。雪雲の中で身体が結晶化して誕生したポケモンで、通常体温が下がっている時は結晶状の個体だが、体温が上がると身体が気化して水蒸気になり、姿を消す事が可能。雪山で亡くなったポケモンや人間の生まれ変わりとも言われている。
『ブラック・ホワイト』ではセッカシティジムリーダーのハチクが使用する。『ブラック2・ホワイト2』ではプラズマ団のヴィオが、『X・Y』ではエイセツシティジムリーダーのウルップが使用している。
『劇場版ポケットモンスター ベストウイッシュ キュレムVS聖剣士 ケルディオ』ではキュレムの手下として出演した。
TVアニメ版では『ベストウイッシュ』第79話でセッカシティジムリーダーのハチクが使うポケモンとして登場。声優は三木眞一郎。
『大乱闘スマッシュブラザーズ for Nintendo 3DS 』では、「フィールドスマッシュ」の敵キャラとして登場。2種類の「れいとうビーム」を放ちファイターを凍らせる。

## チョボマキ
| 分類: マイマイポケモン               | タイプ: むし         | 高さ: 0.4m   | 重さ: 7.7kg        |
| 特性: うるおいボディ/ シェルアーマー | かくれ特性: ぼうじん | 進化前: なし | 進化後: アギルダー |

灰色の殻に入っている赤いカタツムリのような姿をしたポケモン。おちょぼ口のまま2足歩行で移動する。カブルモが天敵だが、この2匹が共に電気的エネルギーを浴びることで進化が始まる。
TVアニメ版では『ベストウイッシュ』第49話でベルのポケモンとして初登場。第63話で再登場し、アララギ博士のカブルモとの交換でアギルダーに進化して、そのままアララギ博士のポケモンとなった。声優は古島清孝。

## アギルダー
| 分類: からぬけポケモン           | タイプ: むし         | 高さ: 0.8m         | 重さ: 25.3kg |
| 特性: うるおいボディ/ ねんちゃく | かくれ特性: かるわざ | 進化前: チョボマキ | 進化後: なし |

チョボマキの進化形。チョボマキの頃の特徴であった鋼鉄の貝殻を脱ぎ捨てており、進化前から姿が一変して忍者や特撮ヒーローを思わせるシャープな風貌をしているが、巻貝形の頭部、おちょぼ口といった、チョボマキの名残も見られる。アギルダーをモデルにした漫画や映画も公開されており人気となっている。強固だが重い殻を脱ぎ捨てたことにより身軽さを得て、戦闘時は忍者のような軽快かつ高速のフットワークを見せる。ただし、そのぶん防御力が犠牲となっており、同様に乾燥に弱い軟体が剥き出しとなっているので、薄い粘液の膜を分泌して乾燥を抑えている。首にあるマフラーのように見えるものは、何層にも巻きつけた粘液である。
『ブラック・ホワイト』ではチャンピオンのアデクが先鋒として使用してくる。チョボマキとカブルモをペアで通信交換した際のみ進化するという非常に特殊な進化条件を持つ。なお、この際にはカブルモも自動的にシュバルゴへと進化する。『オメガルビー・アルファサファイア』ではゲッコウガの専用技だった「みずしゅりけん」を習得、先制で連続攻撃できる上にこれまで苦手としていたほのおやいわに強くなった。
TVアニメ版では『ベストウイッシュ』第57話にてチャールズ（声 - 細谷佳正）のポケモンとして登場。チャールズが扮する快傑ア☆ギルダー（仮面ライダーシリーズのパロディ）のポケモンとしてホドモエシティの平和を守っていた。第63話ではアララギ博士のポケモンとして登場。元はベルのチョボマキであったがアララギ博士のカブルモと交換し、進化する事で進化しそのままアララギ博士のポケモンとなった。
上記のように、アギルダーは貝殻を「脱ぎ捨てた」という設定だが、デザインは貝殻をカブルモに「奪われて」やさぐれたというコンセプトで、不良などのテイストが見られる。

## マッギョ
| 分類: トラップポケモン       | タイプ: じめん/ でんき | 高さ: 0.7m   | 重さ: 11.0kg |
| 特性: せいでんき/ じゅうなん | かくれ特性: すながくれ | 進化前: なし | 進化後: なし |

ヒラメやカレイなどの平べったい底生魚類のような姿のポケモン。泥に埋まって獲物を待ち構え、電気で痺れさせる。皮膚は硬いので、待っている間に獲物でない者に踏みつけられても平気である。背中に足跡のような模様があり、踏んだ者に電流を放つとき時折笑うようなしぐさを見せる。電気を生み出す器官が発達したのは泥に棲む細菌のおかげ。腹部には「！」状の黄色い模様がある。
TVアニメ版では『ベストウイッシュ』第32話で野生の個体が登場し、デントがゲットした。声優は石塚運昇。
第8シリーズでは第97話にてマギョロウ（声 - 柏谷大介）のポケモンとして登場。ストロングスフィアの影響で素早く動きまわり、びっくり顔を集めていた。ドットのウェルカモに勝利したものの、はがねタイプにテラスタルしたナカヌチャンの新技「メタルクロー」を食らい敗北。マッギョの様子を見て反省したマギョロウはストロングスフィアを使わないと誓って破壊した。こちらの声優はマードック役の三宅健太。
当初はみず・でんきタイプの予定だったが、ゲームバランスの観点からじめん・でんきタイプに変更された。また、体色も初期設定では青色だった。
リージョンフォーム
タイプ：じめん・はがね。重さ20.5kg、特性：ぎたい。ガラル地方でのマッギョの姿。灰色の体でトラバサミのような外見をしている。唇も赤と白の目立つ色になっており、ギザギザした歯が生えている。鉄分たっぷりの泥の中に住み着いたためこの姿になった。泥に隠れて目立つ唇で獲物を誘い、ヒレでガッチリ挟んで捕食する。挟む時はお腹にある目の模様が見えるようになり、まるで笑っている顔のようにも見える。専用技は「トラバサミ」。トラバサミのヒレで相手を挟み込み、5ターンの間ダメージを与える。専用特性は「ぎたい」。フィールド状態に合わせて自分のタイプを変える。
アニメではゴウがゲットした。

## コジョフー
| 分類: ぶじゅつポケモン               | タイプ: かくとう   | 高さ: 0.9m   | 重さ: 20.0kg       |
| 特性: せいしんりょく/ さいせいりょく | かくれ特性: すてみ | 進化前: なし | 進化後: コジョンド |

東アジア風の道着のように見える体毛が生えており、顔と手、胴は黄色で、脚と腕はピンク色をしている。小柄ではあるが気性は荒い。鋭い爪を駆使し、流れるような華麗で素早い連続攻撃で戦い、精神統一するとより攻撃のキレとスピードが増す。よく鍛えられたコジョフーは1分で100回を超えるパンチを放てるようになる。早朝、群れでゆっくりとポーズをとる姿が見られる。
TVアニメ版では『ベストウイッシュ』第46話で保安官・クリフ（声 - 松本保典）の手持ちとして登場。声優は西村ちなみ。ジムリーダーのコルニも使用しており、PM2ではコジョンドに進化している。声優は生天目仁美。
ゲーム開発後期に「かくとうタイプのポケモンが足りないので1匹（一系統）増やしてほしい」というオーダーを受けて考案されたポケモンであり、既存のかくとうポケモンと違うものをと考えた杉森建の「人型ではなく動物型」「まだ題材としたことが無い格闘技」という案から、オコジョとカンフーを組み合わせてデザインされた。

## コジョンド
| 分類: ぶじゅつポケモン               | タイプ: かくとう   | 高さ: 1.4m         | 重さ: 35.5kg |
| 特性: せいしんりょく/ さいせいりょく | かくれ特性: すてみ | 進化前: コジョフー | 進化後: なし |

コジョフーの進化形。薄紫色のオコジョのような姿をしている。進化前と比べて、妖艶でしなやかな体つきになった。顔は細長く、アイシャドーを塗ったような切れ長の目をしている。腕部の体毛が振袖のように長く伸びており、この体毛を鞭のように扱い、敵に超高速で叩きつけて攻撃する。連続攻撃の間は、誰にも止められないという。真の強敵に出会った時は、より身軽になるために両腕の毛を噛みちぎって捨ててしまう。
『ブラック・ホワイト』および『ブラック2・ホワイト2』では四天王のレンブと、幼馴染のベルが使用。『X・Y』ではフレア団ボスのフラダリが使用する。「ソード・シールド」では道場主のマスタードが先発で使用する。
TVアニメ版では『ベストウイッシュ』第71話の「ドンナマイト」でドモンのポケモンとして登場。マサオミのナゲキとバトルするが「ともえなげ」で倒された。『サン&ムーン』ではポケピンポンの連勝無敗チャンピオン・イカリ（声 - 沖野晃司）のポケモンとして登場、イカリに怒られるたびに委縮するのがお約束。声優は西村ちなみ。PM2ではジムリーダー・コルニのコジョフーがコジョンドに進化。ゲンガーをスピードで翻弄するも、カイリューにはパワーの差で敗れる。
コジョフーとともに開発後期に、カンフーやテコンドーなどアジアの格闘技とオコジョを組み合わせてデザインされたポケモンである。

## クリムガン
| 分類: ほらあなポケモン     | タイプ: ドラゴン       | 高さ: 1.6m   | 重さ: 139.0kg |
| 特性: さめはだ/ ちからずく | かくれ特性: かたやぶり | 進化前: なし | 進化後: なし  |

青い体と赤い頭部を持つドラゴン型のポケモン。腕や尻尾に無数の赤いトゲを持ち、このトゲや顔などの赤い部位は非常に硬く、岩石以上の強度を持つ。背中に大きな翼を持つが飛行能力はない。狂暴でずる賢く、イワークやドリュウズが掘ったトンネルや洞穴をも住処として、走り回って獲物を追いかけ、剛腕と鋭い爪を武器に狩りを行う。ただし、翼は日光を受けて身体を温める器官として役立っており、クリムガンは一定以上身体が温まっていないと活動することができない。
『ブラック・ホワイト』では、ソウリュウシティのジムリーダー（『ブラック』ではシャガ、『ホワイト』ではアイリス）やチャンピオンのアデクが使用する。『ブラック2・ホワイト2』でもソウリュウシティジムリーダーのシャガやチャンピオンのアイリスが引き続き使用し、『X・Y』ではフレア団のアケビや四天王のドラセナが使用する。
TVアニメ版では『ベストウイッシュ』第27話でエミー（声 - 阿澄佳奈）のポケモンとして登場。声優は三宅健太。クリムガンをまだ使い慣れていないエミーのために、サトシのポカブとバトルをすることになる。
『シーズン2』ではソウリュウジムのジムリーダー・シャガの手持ちで登場（声優はエミーのクリムガン同様三宅健太）し、『デコロラアドベンチャー』では色違いの個体がイブキにゲットされた（声優は最上嗣生）。両者共にアイリスのカイリューと戦い、どちらも勝利した。

## ゴビット
| 分類: ゴーレムポケモン       | タイプ: じめん/ ゴースト | 高さ: 1.0m   | 重さ: 92.0kg     |
| 特性: てつのこぶし/ ぶきよう | かくれ特性: ノーガード   | 進化前: なし | 進化後: ゴルーグ |

全身が岩や土のような素材でできたポケモンで、ロボットや人形のような姿をしている。身体の構成は、円形をした胴体から頭・腕・脚が直接生えている。高度な科学力を持つ超古代文明が生み出した人工のポケモンだと言われており、体内で何かのエネルギーを燃焼させて動力としているようだが、それが何なのかは全く解明できておらず、おまけにエネルギー切れまで示唆されている。命令には忠実で、何千年も前の主の命令を守り続けている者や、何故か大岩を並べ続ける者もいる。
なお、英語版の分類名は「ゴーレム」ではなく「オートマトンポケモン（Automaton Pokémon）」となっている。
TVアニメ版では『ベストウイッシュ』第38話から登場。ゲストキャラであるルークの手持ちポケモンの一匹。主にカチンコを鳴らすのが役目。ドンバトルでも活躍しており、アイリスのキバゴをあと一歩のところまで追いつめるも新たに覚えた「げきりん」の前に敗れる。
テレビアニメ第8シリーズ（『リコとロイの旅シリーズ』）では第24話にてリコの祖母であるダイアナの棲んでいる古城にいる野生のポケモンとして登場。その後の第25話では襲撃してきたオニキスのキョジオーンによってしおづけ状態にされていたが、描写は無いものの後にダイアナが救出したおかげで大事には至らなかった。
バニプッチやバルチャイと同じく、3Dグラフィックデザイナーのジェイミー（ジェイムス・ターナー）がデザインを手掛けた。

## ゴルーグ
| 分類: ゴーレムポケモン       | タイプ: じめん/ ゴースト | 高さ: 2.8m       | 重さ: 330.0kg |
| 特性: てつのこぶし/ ぶきよう | かくれ特性: ノーガード   | 進化前: ゴビット | 進化後: なし  |

ゴビットの進化形。大幅に巨大化するとともにゴビットでは胴と一体化していた下半身が生じるなどゴビットよりもより人間に近い体格になり、上半身が大きな体型や太い前腕などスーパーロボットのようなシルエットを持つ。ゴビットとともに古代人が生み出した人工のポケモンだとされ、人間やポケモンを守護する命令を受けているといわれている。少なくとも永久機関である事は判明しているものの、その動力は何をエネルギーとしているのかまでは解明されていない。胸の止め具のようなパーツがエネルギー制御用の封印具であり、外すとその下にある亀裂のような部位からエネルギーが暴走し、街を瓦礫の山に変えてしまう。手首から先の腕と腰から下の脚を体内に格納し、その箇所から動力のエネルギーをロケット噴射することで、人型をしていながらも音速での飛行が可能。古代人の城にはゴルーグ専用の砲台がある。
トレーナーでは『ブラック・ホワイト・ブラック2・ホワイト2』では四天王のシキミ、『X・Y』ではポケモントレーナーのAZ、「スカーレット・バイオレット」ではジムリーダーのライムが使用する。
2011年公開の『ビクティニと黒き英雄 ゼクロム・白き英雄 レシラム』にジャンタの所持するポケモンとして登場し、これにあわせて2011年6月17日 - 9月8日の期間限定で『ホワイト』にニンテンドーWi-Fiコネクションで色違いのゴルーグが配信された（『ブラック』では色違いのサザンドラとなる）。おや名は「ジャンタ」。
アニメで『ベストウイッシュ』では主にゲストとして登場。その巨体を生かした力仕事や飛行による移動などで活躍する。また、ルークのゴビットが映画の撮影中にゴルーグに進化したと思われたが、実際はゾロアが化けていた。他にも第7シリーズでは通常より大き目の巨大ゴルーグ（約5メートル）が登場、こちらはゴウがゲットした。
デザインは、ゴビットと同じくイギリス人デザイナーのジェームス・ターナーが担当。ヨーロッパ出身のジェームスはゴーレムの原意に詳しいため、「遺跡に出るゴーストポケモン」というオーダーを受けてゴーレムを題材に提案した。同時に詳細な設定案も多数行い、そのスケッチの中に飛行シーンや変形機構があり、それを採用したため上記の設定が加わったエピソードがある。

## コマタナ
| 分類: はものポケモン           | タイプ: あく/ はがね     | 高さ: 0.5m   | 重さ: 10.2kg       |
| 特性: まけんき/ せいしんりょく | かくれ特性: プレッシャー | 進化前: なし | 進化後: キリキザン |

各所が刃物でできた小人のようなポケモン。両手がナイフ状で、腹部にH字状の刃を2つ持ち、ヘルメット状の頭部からは出刃包丁のような角が生えている。刃物は刃こぼれすると、河原で石を見つけて研磨する。進化形であるキリキザンをボスとした群れを作り、獲物に対してはキリキザンの指示を受けて集団で襲い、対象に刃物を食い込ませる。いざとなると相手にしがみついて体中の刃で貫く。指示には従順だが、常にボスの座を狙って鍛錬に励んでいる。
「スカーレット・バイオレット」ではスター団のピーニャが初戦で使用し、再戦時はドドゲザンに最終進化した。
TVアニメ版では『ベストウイッシュ』第39話にてラングレーの手持ちポケモンとして初登場。性別はメス。声優はたかはし智秋。第72話ではキリキザンに進化している。

## キリキザン
| 分類: とうじんポケモン         | タイプ: あく/ はがね     | 高さ: 1.6m       | 重さ: 70.0kg       |
| 特性: まけんき/ せいしんりょく | かくれ特性: プレッシャー | 進化前: コマタナ | 進化後: ドドゲザン |

コマタナの進化形。進化前から身長と頭身が大幅に上昇して、ほぼ完全な人間体型となり、全身スーツ風の姿でプロテクター状のパーツが生じるなどスーパー戦隊かメタルヒーローのヒーローや怪人のような風貌をしている。なお、分類の「とうじん」とは「刀刃」のことであるトサカのような頭部の刃が大型して金色の斧のようになり、腹部にある2つの三日月形の刃も大型化、腕の刃も指先に加えて、体内に格納することができる曲刀状のカッターが前腕からも生えるなど、より攻撃的な刃物で全身が覆われている。大勢のコマタナを引き連れて、自身が群れのボスとして君臨する。戦闘時は部下のコマタナたちを指示して戦い、トドメをキリキザン自身が刺すのをルールとしている。手下の裏切りには厳しく常に目を光らせている。ボスの座を巡って他のキリキザンや手下のコマタナと戦うことがあり、敗北したり刃こぼれを起こすと権威を失墜、群れから追い出されてしまう。群れのボス同士で争い合った場合残った群れは吸収され、できた大軍勢の頂点に立った個体はやがてドドゲザンに進化を果たす。勝つ為には手段を選ばない容赦のない性格である。
『ブラック・ホワイト』では、四天王のギーマとプラズマ団のゲーチス（『ブラック2・ホワイト2』ではドクロッグに変更されている）が使用してくる。『ブラック2・ホワイト2』ではギーマが引き続き使用する他、プラズマ団のダークトリニティの3人がエンディング後にコマタナから進化する形で使用する。『X・Y』ではフレア団のバラが使用。『スカーレット・バイオレット』では「かしらのしるし」を持ったキリキザンを3体倒すとドドゲザンに進化する。
TVアニメ版では『ベストウイッシュ』第72話にてラングレーのコマタナが進化した姿として初登場。性別はメス。声優は古島清孝。『XY&Z』ではアランのポケモンとして登場。声優は最上嗣生。第8シリーズ（『リコとロイの旅シリーズ』）では第16話にてエクスプローラーズのメンバーであるスピネルに雇われたトレーナー（声 - 光部樹）が使用し、フリードのキャプテンピカチュウとバトルしたが、敗北した。
コマタナとともに「あく・はがね」というタイプ構成と「都市にいるポケモン」という案に「刃物だらけで攻撃的」というオーダーを加えてデザインされ、フォルムには武将や虫のテイストが持たされており、武士の具足のような形状や外骨格状の装甲などにそれが見受けられる。

## バッフロン
| 分類: ずつきうしポケモン | タイプ: ノーマル     | 高さ: 1.6m   | 重さ: 94.6kg |
| 特性: すてみ/ そうしょく | かくれ特性: ぼうおん | 進化前: なし | 進化後: なし |

バッファローのような姿をしたポケモン。20 匹程度の群れで暮らしており、自分の生息地を守る習性がある。同じく牛をモデルとするケンタロスと同じく荒々しい性格をしている。雄のみのケンタロスとは違いバッフロンは雌雄ともに存在する。
分類の名前にある「ずつき」の通り、我が物顔で見境なく突進しては、列車を突き飛ばすほどのすさまじい威力で誰かれ構わず頭突きを繰り出し、非常に危険。頭部にはアフロヘアーのような豊富な毛が生えており、これは頭突きの衝撃を和らげるクッションの役割を果たしている。この毛が大きいほど群れでの地位が上がるが、群れを裏切ると何故か毛がどんどん抜けていく。
専用技として「アフロブレイク」を覚える。この技の効果はすてみタックルとほぼ同様で、敵に与えたダメージの1/4を反動で自分が受ける。
『ブラック・ホワイト』ではプラズマ団のゲーチス（『ブラック2・ホワイト2』ではドラピオンに変更されている）やチャンピオンのアデクが使用してくる他、『ブラック2・ホワイト2』ではライバルのヒュウが使用する。
アプリゲーム『ポケモンマスターズEX』ではゲーム『ブラック2・ホワイト2』と同様にライバルのヒュウ（声 - 畠中祐）が使用する。
TVアニメ版では『ベストウイッシュ』にてゲームと同様にアデクのポケモンとして登場。第52話ではサトシとのポケモンバトルで使用された。また、バトル中に居眠りするアデクに攻撃するなど喧嘩友達のような関係でもある。『シーズン2』ではジュニアカップに優勝したシューティーのジャローダとバトルし、「ソーラービーム」を特性「そうしょく」で無効化し、「にらみつける」→「ドラゴンテール」のコンボでも大したダメージにならず、最後は「アフロブレイク」による一撃で勝利した。声優は三宅健太。また、第66話では、野生の個体の群れが登場した。好戦的だがアフロヘアーを被っている者は仲間だと思い込み襲わない習性を持っている。こちらの声優は鈴木恭輔、佐々木啓夫、倉持竜也。

## ワシボン
| 分類: ヒナわしポケモン       | タイプ: ノーマル/ ひこう | 高さ: 0.5m   | 重さ: 10.5kg       |
| 特性: するどいめ/ ちからずく | かくれ特性: はりきり     | 進化前: なし | 進化後: ウォーグル |

小さな鷲のヒナのような姿をしたポケモン。オスのみが存在しメスは存在しない（バルチャイと対応する）。小型ながら脚の力はかなり強く、木の実を容易く砕くことができる。勇猛をよしとする気質で、強い相手にも見境無く戦いを挑む習性を持つ。それは親ですら例外ではない。負けると大声で泣き出す。飛ぶのはまだ慣れておらず頭から落下することが多いが、頭部を被う柔らかい羽毛のおかげで怪我をしない。
デザインは海野隆雄が開発初期に担当し、『ブラック・ホワイト』はアメリカが舞台（イッシュ地方は現実世界のニューヨークがモデル）ということでアメリカの国鳥・ハクトウワシをモデルにネイティブ・アメリカンのテイスト（額の羽根など）を加えてデザインした。
読売新聞の連載ポケモン四字熟語では、『武者修行・むしゃしゅぎょう』がワシボンを紹介するキャッチフレーズとして用いられた。

## ウォーグル
| 分類: ゆうもうポケモン       | タイプ: ノーマル/ ひこう | 高さ: 1.5m       | 重さ: 41.0kg |
| 特性: するどいめ/ ちからずく | かくれ特性: まけんき     | 進化前: ワシボン | 進化後: なし |

ワシボンの進化形。赤色と青みがかった黒色の体に白い鶏冠をもつハクトウワシのような姿をしたポケモン。分類どおり勇猛果敢な大空の戦士で、仲間のため危険を顧みず戦い、体の真正面の傷が多いほど仲間から尊敬されるが、後ろ傷が多いと臆病者と見なされバカにされるという。羽ばたく力や脚力は非常に強く、自動車をつかんだまま大空を舞うことができる。ただ血の気の多さが原因でガラルの運び屋の座はアーマーガアに奪われている。進化前と同じくオスしかいない（バルジーナと対応する）。
ゲーム『ポケットモンスター ブラック・ホワイト』では、春にサザナミタウンの別荘にやってくるシンオウ地方のチャンピオン・シロナが使用している（ブラック2・ホワイト2では使用せず、代わりにトゲキッスを使用する）。「ブラック2・ホワイト2」では元チャンピオンのアデク、「サン・ムーン」ではククイ博士、「スカーレット・バイオレット」ではジムリーダーのアオキ（再戦時）がそれぞれ使用する。
リージョンフォーム
ヒスイのすがた
分類：おたけびポケモン、タイプ：エスパー・ひこう、高さ1.7m、重さ43.4kg。ヒスイ地方のウォーグルの姿。通常の個体と比べて体の色が白く、紫色の羽飾りが生えている。冬になると北の方から飛来する。群れを作らず単独で行動している。雄たけびのような鳴き声にサイコパワー乗せて衝撃波を生み、その衝撃波で獲物を弱らせ鋭利な爪で引き裂く。また、サイコパワーで自らの第六感を研ぎ澄まし、トランス状態となって身体能力を向上させることも可能。『LEGENDS アルセウス』に登場。
TVアニメ版では『ベストウイッシュ シーズン2』第15話でタッグバトルを得意とする双子の兄弟の兄・ソラン（声 - 林原めぐみ）の手持ちとして初登場。声優は佐藤健輔。
デザインは、ワシボンと同様に海野隆雄が『ブラック・ホワイト』はアメリカが舞台（イッシュ地方は現実世界のニューヨークがモデル）ということでアメリカの国鳥・ハクトウワシをモデルに行い、開発のかなり初期から誕生していた。ネイティブ・アメリカンのテイストも加えられており、ウォーボンネットのような頭部の羽根のデザインに見受けられる。また、白・赤・青の体色は星条旗がモデルである。
読売新聞の連載ポケモン四字熟語では、『勇猛果敢・ゆうもうかかん』がウォーグルを紹介するキャッチフレーズとして用いられた。

## バルチャイ
| 分類: おむつポケモン     | タイプ: あく/ ひこう       | 高さ: 0.5m   | 重さ: 9.0kg        |
| 特性: はとむね/ ぼうじん | かくれ特性: くだけるよろい | 進化前: なし | 進化後: バルジーナ |

ハゲワシのヒナのような姿をしたポケモン。頭部と足はピンクで、羽根やとさかは黒や灰色をしている。性別はメスのみ（ワシボンと対応する）。手ごろな骸骨を見つけて自分の尻を防御する習性があり、下半身にはおむつのように骸骨が付いている。履き心地のいい骸骨を巡って仲間同士で争う事もあるが、成長が早い為お下がりとして使い回される。進化が近づくと自ら骸骨を脱ぎ捨てる。羽は小さく飛べないが、「そらをとぶ」を覚えられる。
バニプッチやゴビット同様、3Dグラフィックデザイン担当のジェイミー（ジェイムス・ターナー）によるデザイン。

## バルジーナ
| 分類: ほねわしポケモン   | タイプ: あく/ ひこう       | 高さ: 1.2m         | 重さ: 39.5kg |
| 特性: はとむね/ ぼうじん | かくれ特性: くだけるよろい | 進化前: バルチャイ | 進化後: なし |

バルチャイの進化形。性別はメスのみ。進化前のバルチャイよりもハゲワシに一層近い姿をしている。骨で着飾る習性があり、骨を簪のように利用することでトサカを束ねている。荒っぽい性質だが母性本能も強く、迷子のバルチャイを見つけると巣立つまで面倒を見る。カラカラを主な獲物としているが、その進化系ガラガラに打ち落とされることもある。下半身には何かの下顎骨と見られるトゲの生えた骨を付けている。巣も骨で作っており、基部に使う上顎骨はタマゴから孵化したバルチャイが着る骸骨にそのまま転用されるらしい。この骨には流行がある。また、骨で着飾るのはオスへのアピールの為だが、バルジーナのオスは未だ見つかっておらず謎に包まれている（ウォーグルが相当する可能性もある）。地上の弱った獲物を探して捕らえ、自分の巣まで運んでいく。この巣にはほかのバルチャイとも一緒に暮らすのだが、1週間ほどで巣を捨てて飛び立ってしまうという。
ゲームでは『オメガルビー・アルファサファイア』で四天王のカゲツが強化後に使用する他、「サン・ムーン」で四天王のカヒリが使用する。
TVアニメ版では『ベストウイッシュ』第43話にて野生の個体が2匹登場。一方が勝手に仲間のえさを食べてしまい、それが原因で追い出され、ズルズキンの住処を横取りする。また、第55話ではゲストキャラのコハルのポケモンとして登場。声優はたかはし智秋。
デザインはバルチャイと同様にイギリス人デザイナーのジェイムズ・ターナーが担当し、「ウォーグルと対を成す、あくタイプで女性的な鳥ポケモン」というオーダーを受けてデザインされたものである。ウォーグルとは逆に開発のかなり後半に誕生したポケモンだという。バルジーナ下半身の下顎骨はバルチャイ下半身の上顎骨と元々はセットで、バルチャイのタマゴを抱いている際には一つの頭蓋骨になっていたという設定である。春風邪三太の漫画版では作者がバルジーナがメスしかいない事を知らなかった為か、一人称が「俺」の個体が登場する。

## クイタラン
| 分類: アリクイポケモン       | タイプ: ほのお           | 高さ: 1.4m   | 重さ: 58.0kg |
| 特性: くいしんぼう/ もらいび | かくれ特性: しろいけむり | 進化前: なし | 進化後: なし |

アリクイのような姿をしたポケモン。体は赤と黄色で、頭部や足が茶色となっており、身体の表面各所にパイプやチューブ状の器官がある。目元が垂れ下がった、気だるそうな表情をしている。図鑑のナンバーの次の数字にあたるポケモンアイアントにとってクイタランは天敵であり、クイタランの高温で燃える炎の舌でアイアントの鋼の体を溶かして中身を食べてしまう。炎を放つ際は、パイプ状の尾から空気を吸い込んで体内の炎を燃焼させる。身体の穴を塞ぐと具合が悪くなってしまう。
『ブラック2・ホワイト2』では、元サンヨウシティジムリーダー・ポッド（ビストロサンヨウ・PWT）が使用する。
TVアニメ版では『ベストウイッシュ』第77話でサトシのポカブの持ち主だったトレーナー、スワマ（声 - 福山潤）のポケモンとして登場。声優は三宅健太。
デザインは製鉄所をモデルとしており、吸気パイプになった尻尾や空気を循環させる体表のチューブがそのイメージである。表情は機械的・兵器的な外見と釣り合いを取るために、意図的に行われたデザインである。

## アイアント
| 分類: てつアリポケモン       | タイプ: むし/ はがね | 高さ: 0.3m   | 重さ: 33.0kg |
| 特性: むしのしらせ/ はりきり | かくれ特性: なまけ   | 進化前: なし | 進化後: なし |

アリのような姿をしたポケモン。鋼の鎧を身にまとっており、足と目を除く全身が銀色である。群れで生活して、山に巨大で複雑な構造のトンネルを掘り、天敵であるクイタランに対して集団戦法で対抗している。ガラル地方ではサダイジャも天敵である。実際の働きアリはメスしかいないが、アイアントの性別比は1:1でオスも存在する。
『ブラック・ホワイト』では、バトルサブウェイのマルチトレイン・ダブルトレインのノーマルランクにて、サブウェイマスターのクダリが使用してくる。
デザイン段階からクイタランとセットで作られたポケモンで、初期のシリーズから｢最小サイズのアリのポケモン｣という構想が開発スタッフにはあったがアイアントはあえてアリらしさのフォルムを重視してデザインされた。
テレビアニメ版では『ベストウィッシュ』では第74話で野生の個体として初登場。第7シリーズ（『新無印編』）では第43話および第44話でオリーヴの部下である男性のポケモンとして登場。第72話ではホドモエシティの地下に巨大な巣を作っている野生の個体が大群で登場し、後にその内の一体がゴウのポケモンになった。第8シリーズ（『リコとロイの旅シリーズ』）では第24話にてリコの祖母であるダイアナの棲んでいる古城にいる野生のポケモンとして数秒ほど登場。

## モノズ
| 分類: そぼうポケモン | タイプ: あく/ ドラゴン | 高さ: 0.8m   | 重さ: 17.3kg     |
| 特性: はりきり       | かくれ特性: なし       | 進化前: なし | 進化後: ジヘッド |

青い体に、長い首と尾、黒い体毛をもつ四足歩行のドラゴン型のポケモン。この体毛は頭頂部に棘のように突き出ている部分もあり、髪の毛のように目のありそうな部分を覆っている。目が見えないため、体当たりや噛み付き行為によって辺りを探る。そのため、体中に生傷が絶えない。その習性から、ドラゴンポケモンの中でも育成が難しいとされている。懐くまでは傷だらけになる事を覚悟しなければならない。ただ知能が低いわけではなく、おいしかった食べ物の味はしっかりと覚えると言う。
TVアニメ版では『ベストウイッシュ』第56話で初登場。ボビー(声 - 白鳥哲)が経営する育て屋に3匹預けられており、その中で人見知りな1匹のモノズをアイリスが手懐けた。声優は福圓美里、たかはし智秋。

## ジヘッド
| 分類: らんぼうポケモン | タイプ: あく/ ドラゴン | 高さ: 1.4m     | 重さ: 50.0kg       |
| 特性: はりきり         | かくれ特性: なし       | 進化前: モノズ | 進化後: サザンドラ |

モノズの進化形。頭部が2つになり、背中には2枚の翼が生えた。ただし飛行能力を得たわけではない。頭部形状はモノズとほぼ同様だが、角のような部位が1本から2本に増え、下顎に犬歯が生えた。2つの頭部には独立した意思があるが仲が悪く、いつも喧嘩ばかりしているため外敵と争わないにもかかわらず常に傷だらけ。また、それぞれの頭は相手より多く食べることで主導権を握ろうとする習性があることから、食事の際も張り合い、必要以上に腹を膨らませてしまう。その結果縄張りにあるエサを食べ尽くしては、他の土地に移動していく習性を持つ。人に懐かないポケモンではないが、二つの頭を平等に扱わないと嫉妬で喧嘩してしまう。
モノズがジヘッドに進化するのに必要なレベルは50で、1段階目の進化に必要なレベルとしてはウルガモスに次ぐ高さである。
TVアニメ版では『ベストウイッシュ シーズン2』第16話でアイリスの幼馴染・ショウブ（声 - 竹達彩奈）が引き取って育てているポケモンとして登場。その内1匹はサザンドラに進化した。声優は西村ちなみ、福圓美里、渡辺明乃、たかはし智秋。
草案段階ではドラゴンではなく、戦車のポケモンとなる予定で、足の付け根にある紫色をした梯子模様のラインはキャタピラの名残である。

## サザンドラ
| 分類: きょうぼうポケモン | タイプ: あく/ ドラゴン | 高さ: 1.8m       | 重さ: 160.0kg |
| 特性: ふゆう             | かくれ特性: なし       | 進化前: ジヘッド | 進化後: なし  |

ジヘッドの進化形。双頭竜だったジヘッドから頭部の数がさらに増えて3つ首の竜となり、背中からは6 枚の翼が生じた。前脚にあたる部分から左右の頭部が生えており、脚の数は4 脚から2 脚となった。頭部形状はモノズ・ジヘッドと大きく異なりトカゲのような「ドラゴンらしい」形状となるとともに、目が発生して進化前は無かった視覚を得た。また左右の頭部は中央の頭部よりも小さく、脳も存在しないので実際には腕でもある。「きょうぼうポケモン」の名の通り非常に凶暴な性質を持ち、視角に入った動くものに反応し、全て外敵か獲物と判断して襲撃し、3つの頭で食らい尽くす狂暴なポケモン。知能は高いが破壊の事しか考えておらず、サザンドラによって村が滅ぼされたという言い伝えが多い。一方、視力が利かない暗闇では、聴力を頼りに暗闇を自在に飛び回るオンバーンを恐れている。
レベルアップで進化する全てのポケモン中、進化に必要なレベルが64と最も高い。
Nの城で最後に戦うことになるプラズマ団のゲーチスの切り札でもあり，また上述のように進化レベルが高いため殆どのプレイヤーは初見で戦うことになったため，タイプもわからない上にじめんタイプの攻撃は特性「ふゆう」でかわされ、挙句運良くタイプ相性の良いポケモンを所持していたとしても先手を取って弱点を突いて倒されてしまうため多くのプレイヤーにトラウマを植え付けたこと（いわゆる初見殺し）で有名である。なお、ゲーチスの用いるサザンドラは本来の進化レベルよりも10低いLv.54であったため改造と批判する声もあった。2年後を描いた続編『ブラック・ホワイト』でもゲーチスが切り札として使用してくる。さらに『ブラック2・ホワイト2』では、チャンピオンに昇格したアイリスが先発として繰り出す。
腹部に梯子模様のようなラインをもつが、これは「カイリューに相当するポケモンは戦車型にする」という初期案によるキャタピラの名残である。デザインは日本神話に登場する8つ首の大蛇・ヤマタノオロチをイメージとしており、細長い6 枚の翼も4本目以上の首に見えるようデザインされたものである。
TVアニメ版では『ベストウイッシュ シーズン2』第5話で初登場。野生の個体が登場し、カイリューとバトルしていた。第16話ではアイリスの友達のショウブのジヘッドが進化した形で登場し、自分が進化したことに驚いたため暴走する。また、サトシのライバル・コテツが「秘密兵器」として使用している。『めざせポケモンマスター』第10話ではポケモンハンター（声 - 遊佐浩二）のポケモンとして登場、ラティアス・ラティオスを狙っていたものの、サトシと協力したラティオスの「サイコキネシス」で油断を誘われ「はどうだん」で敗北し、ハンターも逮捕された。
2011年公開の『ビクティニと黒き英雄 ゼクロム・白き英雄 レシラム』にカリータのポケモンとして登場。これにあわせ、2011年6月17日 - 9月8日の期間限定で『ブラック』にニンテンドーWi-Fiコネクションで色違いのサザンドラが配信された。

## メラルバ
| 分類: たいまつポケモン | タイプ: むし/ ほのお     | 高さ: 1.1m   | 重さ: 28.8kg       |
| 特性: ほのおのからだ   | かくれ特性: むしのしらせ | 進化前: なし | 進化後: ウルガモス |

ケムシの顔が大きくなったような外見をしたポケモン。頭部は白い毛に包まれていて、5本の赤い角が生えている。火山の麓を生息域にしているとされ、敵に襲われると防衛のために角から火炎を放出する。古代イッシュ地方では「太陽から生まれたポケモン」であるとされて、進化形であるウルガモスとともに信仰の対象にされていた。進化の際には全身が炎に包まれるとされている。太陽を盗んだ幼虫とも呼ばれていた。大昔、「太陽の遣い」として崇められていたが、鉄板も焼き切るほどの炎で山火事になったため煙たがられていた。
『ブラック・ホワイト』では野生では出現せず、18番道路にいるトレジャーハンターからメラルバのタマゴを一つだけ貰うことができる。なお、このタマゴは18番道路近辺で発掘されたもので、タウンマップの説明文によるとメラルバとウルガモスが信仰されていたリゾートデザートは太古の時代において18番道路と陸続きだったとされている。以降の世代では野生個体が出現する。
TVアニメ版では『ベストウイッシュ』第41話にてルークの手持ちポケモンとして登場。ドンバトルではデントのマッギョと対戦。相性の悪さもあって一度は追いつめられるも「いとをはく」で繭を作って防御し、反撃の「かえんほうしゃ」で勝利。声優は三木眞一郎。
デザインモチーフは太陽の塔。

## ウルガモス
| 分類: たいようポケモン | タイプ: むし/ ほのお     | 高さ: 1.6m       | 重さ: 46.0kg |
| 特性: ほのおのからだ   | かくれ特性: むしのしらせ | 進化前: メラルバ | 進化後: なし |

メラルバの進化形。蛾をモチーフとするポケモンで、黒い斑点がある鮮やかなオレンジ色をした6枚の翅を持つ。バタフリーなど他のチョウ・ガ型ポケモンよりも腹部が非常に大きい。強力な炎や熱を操る力を持ち、翅からばら撒かれる高熱を帯びた鱗粉は火の粉のようになっており、戦いの時はこれをばら撒いて周囲を火の海にしてしまう。高熱より酸素がなくなるのが危険。極寒の土地や火山の冬が訪れた際に出現し、自らを太陽の代わりとして人間やポケモンを救ったという言い伝えが残っており「太陽の化身」「炎の神」として崇められている。
進化に必要なレベルは59と1進化ポケモンの中で最も高い。『ブラック・ホワイト』では野生のものは、エンディング後にリゾートデザートの「古代の城」最深部にシンボルエンカウントで登場する。レベルは70。進化レベルが高く，更にはシンボルエンカウントであるため600族と勘違いされやすいが、実際には600族ではなく550族。（85−60−65−135−105−100）
トレーナーでは、イッシュ地方チャンピオン（『ブラック2・ホワイト2』では元チャンピオン）のアデクが切り札として使用してくるほか、『ブラック2・ホワイト2』ではアデクの孫であるバンジロウも使用してくる。
レベル100で専用技「ほのおのまい」を覚える。大ダメージを与えると同時に、50%の確率で自分の特攻を一段階上げる追加効果を持つ。
パルデア地方では古代から転移されてきた「チヲハウハネ」や、未来から転移されてきた「テツノドクガ」といった似た姿のポケモンが登場している。
TVアニメ版では『ベストウイッシュ』第78話にて野生のポケモンとして登場。声優は林原めぐみ。
「むし・ほのおというタイプを持つポケモン」というアイデアから誕生したポケモンであり、それに「古代遺跡にいる」と「チャンピオンが用いる強力なポケモン」というイメージを加えて創られた開発経緯を持つ（そのため、デザインはチャンピオンのアデクと共通点が見られる）。オレンジ色の翅は太陽を、黒い斑点は黒点をイメージしている。なお、初期案では実際の蛾と同じく4枚翅だったが、外見の威厳を増すために6枚となった。

## コバルオン
| 分類: てっしんポケモン | タイプ: はがね/ かくとう | 高さ: 2.1m   | 重さ: 250.0kg |
| 特性: せいぎのこころ   | かくれ特性: なし         | 進化前: なし | 進化後: なし  |

イッシュ地方の伝説のポケモン。水色の体に白い体毛とギザギザとした金色の角などを持つ、有蹄類のような姿をしている。角は鋭利な刃として強力な武器となり、「せいなるつるぎ」などにおいて使用する。冷静沈着かつ心身ともに鋼鉄のような屈強さを持ち、どんな凶暴な相手でも睨みつけるだけで屈服させるという。テラキオンやビリジオンとは離れていても意思の疎通ができる。かつて人間が招いた戦乱で起こった森林火災で逃げ遅れたポケモンたちを導き救い、その後はテラキオンとビリジオンの3匹で元凶となった人間たちを制裁したといわれている。この人間がポケモンを暴力的に支配していた時代を生きてきた経緯のため、長きにわたって人間を信頼せず、イッシュ地方西部にある「フキヨセの洞穴」に潜んでいた。
『ブラック2・ホワイト2』では13ばんどうろに出現。洞穴を出てイッシュ中を駆け回っており、ロットやアクロマによればプラズマ団の悪事によりそれに対抗できるトレーナーを求めているのではないかとされている。『オメガルビー・アルファサファイア』ではなもなき平原にて水曜日、金曜日、日曜日に出現。『ウルトラサン・ウルトラムーン』では「にちりんのさいだん」（「がちりんのさいだん」）からウルトラワープライドで行ける「ウルトラスペースゼロ 平地の世界」に出現。『ソード・シールド』では有料追加コンテンツ(エキスパンション・パス)「冠の雪原」内でのソニアの手がかりイベントで入手できる（凍てつきの海に出現）。『スカーレット・バイオレット』ではおやつおやじからおやつを貰うと「みだれづきの滝」の南西側の崖の上に出現する。
コバルオン、テラキオン、ビリジオン、ケルディオが共通に覚える技として「せいなるつるぎ」がある。せいなるつるぎは相手の能力ランク補正の影響を受けずに攻撃できるわざ。
2012年公開の『キュレムVS聖剣士 ケルディオ』に登場。声優は山寺宏一。
コバルオン、テラキオン、ビリジオンの3匹は『三銃士』をモチーフとして作られており、コバルオンは銃士アトスをイメージソースとしている。

## テラキオン
| 分類: がんくつポケモン | タイプ: いわ/ かくとう | 高さ: 1.9m   | 重さ: 260.0kg |
| 特性: せいぎのこころ   | かくれ特性: なし       | 進化前: なし | 進化後: なし  |

イッシュ地方の伝説のポケモン。組を成すコバルオンとビリジオンの2匹と同様に有蹄類のような姿をしているが、細くしなやかなシルエットを持つ2匹に対しテラキオンは胴や脚ともに太く屈強な体躯を持つ。2本の角もコバルオンたちのような細長いものではなく、頭部側面から非常に太い角が前方に曲がって伸びており、体格とともに巨大な野牛のようなシルエットとなっている。体色は岩石を思わせる灰色を基調としている。凄まじい怪力を持ち、その突進は巨大な城壁もたやすく破壊すると言われている。かつて人間の戦乱が原因の森林火災が起きた際に、逃げ遅れたポケモンを救うべく怪力で岩を砕くことでコバルオンが誘導するポケモン達への退路を作って、その後はコバルオンとビリジオンの3匹で人間たちを制裁したという伝説が残っている。
『ブラック2・ホワイト2』では22ばんどうろに出現(ウェーブバッジ入手後) 。洞穴を出てイッシュ中を駆け回っており、ロットやアクロマによればプラズマ団の悪事によりそれに対抗できるトレーナーを求めているのではないかとされている。『オメガルビー・アルファサファイア』ではなもなきへいげんにて火曜日と土曜日に出現。『ウルトラサン・ウルトラムーン』では「にちりんのさいだん」（「がちりんのさいだん」）からウルトラワープライドで行ける「ウルトラスペースゼロ 平地の世界」に出現。『ソード・シールド』では有料追加コンテンツ(エキスパンション・パス)「冠の雪原」内でのソニアの手がかりイベントで入手できる（湖畔の洞窟に出現）。『スカーレット・バイオレット』ではおやつおやじからおやつを貰うとスター団あく組「チーム・セギン」のアジトの東側の高台の上に出現。
2012年公開の『キュレムVS聖剣士 ケルディオ』に登場。声優は安元洋貴。
コバルオン・テラキオン・ビリジオンの3匹は『三銃士』をモチーフとして作られており、テラキオンは銃士ポルトスをイメージソースとしている。武器である角は斧をモチーフとしており、攻めの用途よりも、相手の攻撃を受け止めて押し返すカウンター用途が主だというイメージでデザインされた。

## ビリジオン
| 分類: そうげんポケモン | タイプ: くさ/ かくとう | 高さ: 2.0m   | 重さ: 200.0kg |
| 特性: せいぎのこころ   | かくれ特性: なし       | 進化前: なし | 進化後: なし  |

イッシュ地方の伝説のポケモン。草のように鮮やかな緑の体色をしている。同じく伝説のポケモンであるコバルオンと同様にヤギやレイヨウなど有蹄類のようなシルエットを持つが、コバルオンよりも細身でしなやかな体躯で、顔つきなどとともに性別不明のポケモンであるが中性的なデザインをしている。鋭い刃になった2本の角が頭部側面から後ろに反って伸びており、戦いに際しては素早い動きで敵をすれ違いざまに切り裂く。過去に人間同士の戦いのためで森林火災が起きた際にコバルオンとテラキオンが逃げるポケモンを誘導する中、ビリジオンは素早い動きで降り注ぐ火の粉を振り払うことでポケモンたちを守り、3匹で人間たちを制裁して戦いを静めたという伝説が語られている。
『ブラック2・ホワイト2』では11ばんどうろに出現。森を出てイッシュ中を駆け回っており、ロットやアクロマによればプラズマ団の悪事によりそれに対抗できるトレーナーを求めているのではないかとされている。『オメガルビー・アルファサファイア』ではなもなきへいげんにて月曜日と木曜日に出現。『ウルトラサン・ウルトラムーン』では「にちりんのさいだん」（「がちりんのさいだん」）からウルトラワープライドで行ける「ウルトラスペースゼロ 平地の世界」に出現。『ソード・シールド』では有料追加コンテンツ(エキスパンション・パス)「冠の雪原」内でのソニアの手がかりイベントで入手できる（巨人の寝床に出現）。『スカーレット・バイオレット』ではおやつおやじからおやつを貰うと、しるしの木立ちに有るスター団どく組「チーム・シー」のアジトの北東に出現。
2012年公開の『キュレムVS聖剣士 ケルディオ』に登場。声優は本田貴子。
テレビシリーズではゴウの幼馴染・トキオがラストミッションでゲットしたポケモンとして登場。使用技は「マジカルリーフ」。
コバルオン、テラキオン、ビリジオンの3匹は『三銃士』をモチーフとして作られており、ビリジオンは銃士アラミスをイメージソースとしている。

## トルネロス
| 分類: せんぷうポケモン | タイプ: ひこう       | 高さ: 1.5m   | 重さ: 63.0kg |
| 特性: 本文参照         | かくれ特性: まけんき | 進化前: なし | 進化後: なし |

イッシュ地方の伝説のポケモン。尻尾から放出するエネルギーで、周囲一帯にすさまじい暴風雨を発生させる能力を持つ。巻き起こす暴風は民家も吹き飛ばすほどであり、トルネロス自身も風を操ることで時速300kmで飛行できる。悪戯を好む性格で、数十年前にボルトロスと共にイッシュ地方の各地で嵐を起こし、農作物に甚大な被害をもたらしていたが、それに怒ったランドロスによって制裁を受け活動を停止していた。一方で、ヒスイ地方では大気を攪拌し季節を巡らせると伝わっている。伝説のポケモンであるがオスの性別が存在する。シリーズ初のひこう単独タイプのポケモン。『LEGENDS アルセウス』で初登場した専用技「こがらしあらし」は時々相手を「しもやけ」状態にする追加効果がある。
「けしんフォルム」「れいじゅうフォルム」と呼ばれる2つの姿を持つ。
けしんフォルム
雲に乗った鬼のようなフォルム。高さは1.5m。特性はいたずらごころ。肌は斑点模様を持つ緑色で、顔にはうねる雲のようになった頭髪とひげらしきものを持ち、頭部には2本の角が生えている。下半身は雲状のエネルギー体で包まれており、側面に渦型の突起がついた袋やふいごのような形状の、輪のような形状をとって体を一周する長大な尾を持ち、鬼の姿とともに日本の伝承に登場する風神のような風貌となっている。
れいじゅうフォルム
高さは1.4m。特性：さいせいりょく。トルネロスに「うつしかがみ」を使用した時の姿。鳥や朱雀のような姿となっており、緑色に斑点模様の皮膚や尾の形状はけしんフォルムと共通だが、両腕は巨大な翼に変化するとともに、下半身の雲状エネルギーも小型化して爪のついた強靭な両脚が出現している。顔つきも口吻が嘴のように伸びるとともに、額の2本角も巨大化したものとなっている。大海を渡ってヒスイ地方にやって来る際はこの姿で目撃されている。
『ブラック』では時間の移り変わりに合わせてイッシュ地方を飛び回る。『オメガルビー』では手持ちにポワルンを入れた状態で「おおぞらをとぶ」を使うと出現する黒い雲の中に潜む。『ウルトラサン』では「にちりんのさいだん」からウルトラワープライドで行ける「ウルトラスペースゼロ 崖の世界」に出現。『ソード』では有料追加コンテンツ(エキスパンション・パス)「冠の雪原」のマックスダイ巣穴を調査する『ダイマックスアドベンチャー』に出現。『LEGENDS アルセウス』ではクリア後に条件を満たすと「純白の凍土」の極寒の荒地に出現。
ニンテンドー3DS専用ダウンロードソフト『ポケモンARサーチャー』にて、れいじゅうフォルムのトルネロスが出現し、捕獲に成功すれば『ブラック2・ホワイト2』へと連れて行き使用することが可能になる。また、「うつしかがみ」を使うことによって、けしんフォルムとれいじゅうフォルムのチェンジは自由に行える。
TVアニメ版では『ベストウイッシュ』第59話にて、けしんフォルムがミロス島に伝わる伝説のポケモンとして登場。ミロス島にある魔除けの楔が破壊されたことにより姿を現した。声優は佐藤健輔。これ合わせ、2011年12月16日 - 2012年1月10日の期間限定で『ホワイト』にニンテンドーWi-Fiコネクションで配信された（『ブラック』ではボルトロスになる）。おや名は「ミロスとう」。アニメに準じて「ふっかつそう」を持っている。『ベストウイッシュ シーズン2』第12話ではロケット団の「オペレーション・テンペスト」によってボルトロス・ランドロスと共にサカキに召喚される。うつしかがみの力でサカキの制御下に置かれれいじゅうフォルムに姿を変えて暴れるも、ロケット団が退散した後にメロエッタによって鎮められた。
デザインのモチーフは、上記のように日本の風神で、同時に初期案ではボルトロスと共に「赤鬼・青鬼」の「赤鬼」となる予定だった（上記のようにゲーム中のトルネロスは『風神雷神図』などで見られる緑色である）。原案者は増田順一で、開発初期から杉森建がデザインの依頼を受けていたが、実際にデザインが起こされたのは開発後半だったという。

## ボルトロス
| 分類: らいげきポケモン | タイプ: でんき/ ひこう | 高さ: 1.5m   | 重さ: 61.0kg |
| 特性: 本文参照         | かくれ特性: まけんき   | 進化前: なし | 進化後: なし |

トルネロスとともに悪戯を好み、大空を飛び回りながら自在に雷を発生させ、あちこちに雷雨や山火事を発生させてまわる。数十年前にトルネロスと共にイッシュ地方の各地で災害を起こし、農作物に甚大な被害をもたらしていたが、それに怒ったランドロスによって制裁を受け活動を停止していた。一方で、ヒスイ地方では大地を貫く程の稲妻には土壌を鍛える一面もある。『LEGENDS アルセウス』で初登場した専用技「かみなりあらし」は時々相手を「まひ」状態にする追加効果がある。
「けしんフォルム」「れいじゅうフォルム」と呼ばれる2つの姿を持つ。
けしんフォルム
雲に乗った鬼のようなフォルム。高さは1.5m。特性はいたずらごころ。対になっているトルネロス同様に、下半身が雲状のエネルギー体に包まれた鬼のような容姿をしているが、頭部に生えた角は1本であり肌は水色をしている。輪のような形状をとって体を一周する尻尾を持つが、トルネロスのものとは異なり、細長く一定間隔ごとに球体がついた形状となっている。尻尾の各球体には強力な雷を放出する一本のトゲが生え、日本の伝承に登場する太鼓を背負った雷神のような風貌となっている。
れいじゅうフォルム
高さは3.0m。特性はちくでん。ボルトロスに「うつしかがみ」を使用した時の姿。水色に斑点模様の皮膚や尾の形状はけしんフォルムと共通だが、竜や青龍のような姿となっており、全身が小さな脚の付加した細長い形状になり、両腕は下半身にあった雲状エネルギーと鋭い3本の鉤爪が付加した、より攻撃的な形状となっている。顔つきも口吻がより頑強な形状に伸びるとともに、額の1本角も巨大化したものとなっている。尻尾に連なった球体から雷撃を降り注がせ敵を一掃する程の力を持つ。
『ホワイト』では時間の移り変わりに合わせてイッシュ地方を飛び回る。『アルファサファイア』では手持ちにポワルンを入れた状態で「おおぞらをとぶ」を使うと出現する黒い雲の中に潜む。『ウルトラムーン』では「がちりんのさいだん」からウルトラワープライドで行ける「ウルトラスペースゼロ 崖の世界」に出現。『シールド』では有料追加コンテンツ(エキスパンション・パス)「冠の雪原」のマックスダイ巣穴を調査する『ダイマックスアドベンチャー』に出現。『LEGENDS アルセウス』ではクリア後に条件を満たすと「群青の海岸」の「海の門」の付近に出現。
ニンテンドー3DS専用ダウンロードソフト『ポケモンARサーチャー』にて、れいじゅうフォルムのボルトロスが出現し、捕獲に成功すれば『ブラック2・ホワイト2』へと連れて行き使用することが可能になる。また「うつしかがみ」を使うことによって、けしんフォルムとれいじゅうフォルムのチェンジは自由に行える。
TVアニメ版では『ベストウイッシュ』第59話で、けしんフォルムがミロス島に伝わる伝説のポケモンとして登場。島にある魔除けの楔が破壊されたことによりミロス島にやってきた。この放送に合わせ、2011年12月16日 - 2012年1月10日の期間限定で『ブラック』にニンテンドーWi-Fiコネクションで配信された（『ホワイト』ではトルネロスになる）。おや名は「ミロスとう」。アニメに準じて「ふっかつそう」を持っている。『ベストウイッシュ シーズン2』第12話ではロケット団の「オペレーション・テンペスト」によってトルネロス・ランドロスと共にサカキに召喚される。うつしかがみの力でサカキの制御下に置かれれいじゅうフォルムに姿を変えて暴れるも、ロケット団が退散した後にメロエッタによって鎮められた。
デザインのモチーフは、上記のように日本の雷神で、トルネロスの初期案「赤鬼」に対する「青鬼」でもあり、トルネロスと異なり『風神雷神図』由来の配色でないのはこのためである。原案者は増田順一で、開発初期から杉森建がデザインの依頼を受けていたが、実際にデザインが起こされたのは開発後半だったという。

## レシラム
| 分類: はくようポケモン | タイプ: ドラゴン/ ほのお | 高さ: 3.2m   | 重さ: 330.0kg |
| 特性: ターボブレイズ   | かくれ特性: なし         | 進化前: なし | 進化後: なし  |

イッシュ地方誕生の神話に登場する、伝説のドラゴンポケモンの1体。純白の体と腕と一体になった巨大な翼を持つ2足歩行のドラゴン（実際は翼竜に近い）のような外見。尾部はジェットエンジンやトーチのようになっており、ここから世界そのものを燃やし尽くせる規模の炎を吹き上げ、大気を動かし世界中の天気を変えてしまうほどの膨大な熱量を発生させる事ができるとされる。熱を発生させる際、頭部から伸びる二本の房と尾部が紅く発光する。この状態を「オーバードライブ」と呼ぶ。
対となるもう1体のドラゴンポケモン・ゼクロムとは、元は1体のポケモンであり、双子の英雄と協力して新しい国を作った。しかし双子が真実を求める兄と理想を求める弟に仲違いし、どちらが正しいか決めるべく争いを始めた事によりドラゴンポケモンも2つ(正確には「余り」として排出されたキュレムを含めた3つ)に別れ、真実を求めた兄の側についたのがレシラムである。その後双子の英雄は争いを収めるが、彼らの子孫が再び争いを始めてしまったため、ゼクロムとともにイッシュ地方を焼き尽くして姿を消したと云われている。上記の通り人の意志を見極めて主を選ぶポケモンであり、真実を追い求め善の世界を築く者を助けるが、善の心を持たない人間や真実を蔑ろにして欲にまみれた人間は国ごと焼き尽くしてしまう。
『ブラック・ホワイト』における伝説のポケモン。『ブラック』ではパッケージを飾っており、同作にて「Nの城」最上階で遭遇する。初期レベルは50。色違いはブロックルーチンにより出現しない仕様になっている。従来の伝説のポケモンとは異なり倒しても即座に復活し、逃げても消えずにその場に居座り続けるため、下記の特例を除いては捕獲に成功しない限り先に進む事は出来ない。捕獲後のNおよびゲーチス戦ではレシラムを手持ちに加えて挑むことができる。『ホワイト』ではNが捕獲して、彼との決戦で先鋒として繰り出してくる為、プレイヤーが捕まえる事はできない。
『ホワイト2』ではエンディング後にNからライトストーンを譲り受けた後、リュウラセンの塔の最上階に出現する。こちらも色違い出現しない仕様になっている。『ブラック2』には出現しない。さらに『オメガルビー』にも登場、手持ちにレベル100のポケモンを1匹以上入れて「おおぞらをとぶ」を使うと行くことが出来る『おぼろのどうくつ』に出現する。このソフト以降にはブロックルーチンがかかっておらず色違いが出現する。『ウルトラサン』では「にちりんのさいだん」からウルトラワープライドで行ける「ウルトラスペースゼロ 平地の世界」に出現。『ソード』では有料追加コンテンツ(エキスパンション・パス)「冠の雪原」のマックスダイ巣穴を調査する『ダイマックスアドベンチャー』に出現。『スカーレット・バイオレット』ではおやつおやじからおやつを貰うとピケタウンの南の高台に出現。
特性の「ターボブレイズ」は、レシラムとキュレム（ホワイトキュレム時）だけが持つ特性で、かたやぶりと同じく攻撃時、相手の特性の影響を受け付けない。専用技は「クロスフレイム」と「あおいほのお」。クロスフレイムはクロスサンダーの後に使うと威力が倍になる。クロスフレイムはキュレムやビクティニも覚える。
TVアニメ版では『英雄伝説』という神話で語り継がれており「英雄がポケモンと心を一つにする時レシラムが力を貸す」とされる。『ベストウイッシュ シーズン2 エピソードN』では物語開始前にプラズマ団の破壊活動に利用されるが、レシラムの強大な力を制御しきれず失敗。その後はライトストーンに封印されていた。2年の時を経てアクロマによりポケモンコントロールマシンが完成されたことでプラズマ団によって解放・洗脳されるも、サトシのピカチュウの攻撃で洗脳が解けマシンを破壊した。当初はプラズマ団に利用され人間への怒りに満ちていたレシラムだったが、最後はNの「ポケモンと協力し悪に立ち向かった人間を信じてくれないか」という問いに答え、雲の中に去っていった。
劇場版では『ビクティニと黒き英雄 ゼクロム・白き英雄 レシラム』で初登場。声優は特別出演の谷原章介、鳴き声は「ゴジラ×メガギラス G消滅作戦」に登場したメガギラスの流用。当時、同作を上映する映画館で、『ホワイト』限定でワイヤレス通信により配信された。2015年公開『光輪の超魔神 フーパ』にも登場した。
読売新聞の連載ポケモン四字熟語では、『真実一路・しんじついちろ』が、レシラムを紹介するキャッチフレーズとして用いられた。この他『旗幟鮮明・きしせんめい』もある。
『大乱闘スマッシュブラザーズ for Nintendo 3DS 』では、ステージ「イッシュポケモンリーグ」に登場。画面奥からステージに向かって光の球体を放ち、着弾地点に炎を発生させる。

## ゼクロム
| 分類: こくいんポケモン | タイプ: ドラゴン/ でんき | 高さ: 2.9m   | 重さ: 345.0kg |
| 特性: テラボルテージ   | かくれ特性: なし         | 進化前: なし | 進化後: なし  |

イッシュ地方誕生の神話に登場する、伝説のドラゴンポケモンの1体。漆黒の体と巨大な翼を持つ2足歩行のドラゴンのような外見で、尾部はタービン式の発電機を思わせる形状になっており、強大な電気を作り出す際に尾部が青白く発光した状態を「オーバードライブ」と呼ぶ。発生させる稲妻は、世界そのものを焼き尽くす程の凄まじい威力を有する。腕部は翼と似た形状であり、内側に三本の爪が生えている。頭部から後方に伸びる一本の角の先端は常に青白く発光している。
対となるもう1体のドラゴンポケモン・レシラムとは、元は1体のドラゴンポケモンであり、双子の英雄と協力して新しい国を作った。しかし双子が真実を求める兄と理想を求める弟に仲違いし、どちらが正しいか決めるべく争いを始めた事によりドラゴンポケモンも2つ(正確には「余り」として排出されたキュレムを含めた3つ)に別れ、理想を求めた弟の側についたのがゼクロムである。その後双子の英雄は争いを収めるが、彼らの子孫が再び争いを始めてしまったため、レシラムとともにイッシュ地方を焼き尽くして姿を消し、雷雲に姿を隠してイッシュ地方の空を飛んでいると云われている。上記の通り人の意志を見極めて主を選ぶポケモンであり、理想を追究し希望の世界を作る者を補佐するが、理想を持たない人間や正しい心を無くした人間には容赦なくキバをむき、激しい雷を落とし国ごと滅ぼす。
『ブラック・ホワイト』における伝説のポケモン。『ホワイト』のパッケージを飾っており、同作にある「Nの城」最上階で遭遇する。初期レベルは50。他の伝説のポケモンとは異なり、倒しても即座に復活し、逃げても消えずにその場に居座り続けるため、捕獲に成功しない限り先に進むことはできない。捕獲後のNおよびゲーチス戦ではゼクロムを手持ちに加えて挑むことができる。『ブラック』ではNが捕獲して、決戦にて先鋒として繰り出してくる為、プレイヤーが捕まえる事はできない。
『ブラック2』ではエンディング後にNからダークストーンを譲り受けた後、リュウラセンの塔の最上階に出現。『ホワイト2』には出現しない。さらに『アルファサファイア』にも登場、手持ちにレベル100のポケモンを1匹以上入れて「おおぞらをとぶ」を使うと行くことが出来る『おぼろのどうくつ』に出現する。『ウルトラムーン』では「がちりんのさいだん」からウルトラワープライドで行ける「ウルトラスペースゼロ 平地の世界」に出現。『シールド』では有料追加コンテンツ(エキスパンション・パス)「冠の雪原」のマックスダイ巣穴を調査する『ダイマックスアドベンチャー』に出現。『スカーレット・バイオレット』ではおやつおやじからおやつを貰うと南5番エリア東の岩山の上に出現。
特性は「テラボルテージ」。ゼクロムとキュレム（ブラックキュレム時）のみが持つ特性で、効果はかたやぶりやターボブレイズと同じ。専用技は「クロスサンダー」と「らいげき」。クロスサンダーはクロスフレイムの後に使うと威力が倍になる。クロスサンダーはキュレムも覚える。
TVアニメ版では『ベストウイッシュ』第1話に登場。イッシュ地方を訪れたサトシとピカチュウの前に突然現れ、ピカチュウをオーバーロードさせるほどの電撃を放ったうえ、アララギ研究所上空に現れ電撃を放って何処かへと去った。その後、アララギパパやNの口からゼクロムが英雄に力を貸すという『英雄伝説』が語られ英雄がゼクロムと交信をしたという遺跡や交信に使う『黄金のダークストーン』も登場した。Nはサトシがゼクロムに出会ったことを「サトシの人生を変えるほどの意味がある」と語っていたが、ゼクロムが劇場版以外で直接登場することはなく各地で落雷を繰り出していた理由などが本編内で明かされることはなかった。
劇場版では2011年公開の『ビクティニと黒き英雄 ゼクロム・白き英雄 レシラム』で初登場。声優は特別出演の高橋英樹。当時、同作を上映する映画館で、『ブラック』限定でワイヤレス通信により配信された。2015年公開『光輪の超魔神 フーパ』にも登場した。
漫画『ポケットモンスター RéBURST』では、主人公であるリョウガがBurst（バースト）するポケモンであり、当初はゼクロムの力を完全に発動する事が出来なかったが、後に精神世界の中でゼクロムと心を通わせようとするリョウガの前に姿を現す。リョウガの力を認めた後は、時折リョウガに自分の力の使い方をアドバイスしている。
『大乱闘スマッシュブラザーズ for Nintendo 3DS 』では、ステージ「イッシュポケモンリーグ」に登場。球体になって体当たりを行い、ステージを傾ける。

## ランドロス
| 分類: ほうじょうポケモン | タイプ: じめん/ ひこう | 高さ: 1.5m   | 重さ: 68.0kg |
| 特性: 本文参照           | かくれ特性: ちからずく | 進化前: なし | 進化後: なし |

イッシュ地方の伝説のポケモン。トルネロスとボルトロスとよく似た姿・特徴を持つが、この2体とは対立する存在。風や雷を吸収して、土壌の栄養分を増幅させるエネルギーへと変換する能力を持つ。悪戯好きなトルネロスとボルトロスとは異なり、他者へ恵みを与える穏健な性質であることから、農作物の育つ土地を訪れては、体内で変換したエネルギーを尻尾から放出し、作物の成長を促す習性がある。このことからドータクン同様に豊穣神・農耕神として信仰されてきた歴史があり、現在もイッシュ地方では「畑の神」として「ほうじょうの社」という祠に奉られている。数十年前に、イッシュ地方の各地で嵐を起こし農作物に甚大な被害をもたらしていたトルネロスとボルトロスに怒り、2体に制裁を加え活動を停止させていた。『LEGENDS アルセウス』で初登場した専用技「ねっさのあらし」は時々相手を「やけど」状態にする追加効果がある。
「けしんフォルム」「れいじゅうフォルム」と呼ばれる2つの姿を持つ。
けしんフォルム
雲に乗った鬼のようなフォルム。高さは1.5m。特性はすなのちから。トルネロスやボルトロスと同様に雲に乗った鬼のような容姿をしており、体色はオレンジ色で赤褐色のまだら模様があり、頭髪と思しきものはハンマーヘッドのような形になっている。頭部には3本の角がある。体を一周して輪のような形をなす尻尾は岩石状の質感で、表面には火山のような形状の突起が無数に生じている。
れいじゅうフォルム
高さは1.3m。特性はいかく。ランドロスに「うつしかがみ」を使用した時の姿。オレンジ色に斑点模様の皮膚や尾の形状はけしんフォルムと共通だが、四肢動物や白虎のような姿となっており、手足は頑強な四肢へと変わり、下半身にあった雲状エネルギーと3本の鉤爪が付加される。顔つきも口髭が鼻や牙を模した形状となり、額の3本角も巨大化したものとなっている。一刻(約2時間)でヒスイ地方を縦断する事も可能。
『ブラック・ホワイト』ではトルネロスとボルトロスを一緒に手持ちにいれて「ほうじょうの社」に行くことで遭遇する。なお、初登場作では通常のプレイでは入手可能にもかかわらず、ポケモン図鑑の完成には影響しない。『オメガルビー・アルファサファイア』では手持ちに同じソフトで捕まえたトルネロスとボルトロスを入れた状態で「おおぞらをとぶ」を使うと出現する黒い雲の中に潜む。『ウルトラサン・ウルトラムーン』では「にちりんのさいだん」（「がちりんのさいだん」）からウルトラワープライドで行ける「ウルトラスペースゼロ 崖の世界」に出現。こちらも手持ちにトルネロスとボルトロスを入れているという条件が必要。『ソード・シールド』では有料追加コンテンツ(エキスパンション・パス)「冠の雪原」のマックスダイ巣穴を調査する『ダイマックスアドベンチャー』に出現。『LEGENDS アルセウス』ではクリア後に条件を満たすと「黒曜の原野」の「ハマナスの島」に出現。
ニンテンドー3DS専用ダウンロードソフト『ポケモンARサーチャー』にて、れいじゅうフォルムのランドロスが出現し、捕獲に成功すれば『ブラック2・ホワイト2』へと連れて行き使用することが可能になる。また、「うつしかがみ」を使うことによって、けしんフォルムとれいじゅうフォルムのチェンジは自由に行える。
TVアニメ版では『ベストウイッシュ』第60話で、けしんフォルムで初登場。ゲームとは奉られている場所や伝承の内容など、設定が変更されている。声優は三宅健太。『ベストウイッシュ シーズン2』第12話ではロケット団の「オペレーション・テンペスト」によってトルネロス・ボルトロスと共にサカキに召喚される。うつしかがみの力でサカキの制御下に置かれれいじゅうフォルムに姿を変えて暴れるも、ロケット団が退散した後にメロエッタによって鎮められた。
デザインは杉森建が担当し、「トルネロスとボルトロスにもう1匹を加えて、3匹セットにしたい」という依頼を受けて創られたポケモンであり、他の2匹よりも誕生が遅く、左右対称の頭部デザインも公式イラストで3匹を並べた際に中央を担当させること前提としたもの。イメージソースとしては「風神・雷神」のトルネロス・ボルトロスに対する「土の神」であり、特定の伝承や神話をモデルとしたわけではない。

## キュレム
| 分類: きょうかいポケモン | タイプ: ドラゴン/ こおり | 高さ: 3.0m   | 重さ: 325.0kg |
| 特性: 本文参照           | かくれ特性: なし         | 進化前: なし | 進化後: なし  |

ドラゴン型の伝説のポケモン。首は長いが前傾姿勢で二足歩行し小さな2本指の前腕を持つという、ティラノサウルスのようなシルエットであり、背中には1対の小さな翼状の突起が存在する。灰色の体色を持ち、頭部・尾・背中の突起など身体の末端部は、氷のプロテクターのようなものに包まれ、尾部の装甲はプラグのような形状をしている。爪の色はいずれも透明である。ヘルメット状の頭部の中からは黄色い眼光が覗き、力を込める際は、眼だけでなく額の一部や爪の根元も黄色く発光する。自身の体内で膨大な冷凍エネルギーを作り出しており、周囲一帯を一瞬で豪雪と氷塊に包むほどの力を持つが、その冷気によって自身の身体をも凍りつかせてしまっており、この冷気が身体の所々にプロテクターを形成している。そのため頭部や背中のプロテクターは左右非対称の形状であり、重量のバランスが悪いらしく、よろけるような仕草をする。頭部も重いためか、肩よりも低い位置にまで下降している。なお、このようにアンバランスなプロテクターを形成するのは、キュレム自身が細胞組織を安定させるために意図的に行っているもの。
イッシュ地方誕生の神話に登場するドラゴンポケモンが、レシラムとゼクロムの2体に分裂した際に、「余り」として排出された出生を持つ3体目の伝説のドラゴンポケモン。誕生後カゴメタウン付近に隕石のように落下して、その衝撃でジャイアントホールを作り出したとされている。以来その場所をパワースポットとして住み着いており、カゴメタウンでは「晩になると冷たい風と共に人里に現れては人やポケモンを取って食らう」と伝承されているが、定かではない。身体と意志をレシラム・ゼクロムに持って行かれた「虚無」を司るドラゴンポケモンであり、その虚無の器を理想と真実で埋めてくれる英雄を待っているとされている。ただ、その力もまた自身の極低温の冷気で封じ込めてしまっている。
『ブラック・ホワイト』で初登場した通常形態の他、『ブラック2・ホワイト2』のパッケージを飾るポケモンとして、新たに2つの形態が登場している。
ブラックキュレム
ゼクロムの遺伝子と力を取り込んだ事で電気と氷のエネルギーを扱えるようになった形態。顔・両翼・両腕・尾部が、ゼクロムと酷似した黒い体色・ゴツゴツした質感のものへと変化しており、より筋肉質なシルエットとなっている。そして左半身の所々が、通常形態同様冷気によって凍りついており、キュレムが本来持つ氷の翼は、両肩を覆うプロテクター状へと変化している。ゼクロム同様にオーバードライブすることで、氷に覆われていない右ツノ・右腕・尾部が青く発光するとともに、両肩のプロテクターから青いコード状のエネルギーが発生し、これにより両肩と尾部が接続される。未来に実現する「ポケモンと人間の理想の世界」を守る為に戦うとされる。
ホワイトキュレム
レシラムの遺伝子と力を取り込んだ事で炎と氷のエネルギー扱えるようになった形態。顔・両翼・両腕・尾部が、レシラムと酷似した白い体色・フサフサした質感のものへと変化しており、より華奢なシルエットとなっている。そして右半身の所々が、通常形態同様冷気によって凍りついており、キュレムが本来持つ氷の翼は、両肩を覆うプロテクター状へと変化している。レシラム同様にオーバードライブすることで、氷に覆われていない左房・左翼・尾部が赤く発光するとともに、両肩のプロテクターから赤いコード状のエネルギーが発生し、これにより両肩と尾部が接続される。「ポケモンと人間の真実の世界」が来ることを見通しており、その未来を守るとされる。
『ブラック・ホワイト』では「ジャイアントホール」の最深部に潜んでいる。ランドロスと同じく、初登場作では通常のプレイでは入手可能にもかかわらずポケモン図鑑の完成には影響しないポケモン扱いとなる。さらに『オメガルビー・アルファサファイア』にも登場、手持ちに同じソフトで捕まえたレシラムとゼクロムを入れて「おおぞらをとぶ」を使うと行くことが出来る『いびつなあな』に出現する。「いでんしのくさび」もそこで入手可能（『X・Y』でもキナンシティで、『サン・ムーン』でもエーテルパラダイスでそれぞれ、いでんしのくさびは入手できる）。『ウルトラサン・ウルトラムーン』では「にちりんのさいだん」（「がちりんのさいだん」）からウルトラワープライドで行ける「ウルトラスペースゼロ 水の世界」に出現。こちらも手持ちにレシラムとゼクロムを入れているという条件が必要。『ソード・シールド』では有料追加コンテンツ(エキスパンション・パス)「冠の雪原」のマックスダイ巣穴を調査する『ダイマックスアドベンチャー』に出現。『スカーレット・バイオレット』ではおやつおやじからおやつを貰うと「プルピケ山道」の洞窟の奥に出現。
『ブラック2・ホワイト2』ではプラズマ団によって捕らわれており、プラズマ団の戦艦「プラズマフリゲート」の冷気砲の原動力とされている。シナリオではゲーチスの手によってNのゼクロムまたはレシラムと無理矢理合体させられてフォルムチェンジしたキュレムと戦闘になるが、この時点ではゲーチスのステッキの細工によって捕獲できない。その後、『ブラック2』ではゼクロムを、『ホワイト2』ではレシラムを捕まえると、ジャイアントホール最深部に通常形態で出現し、捕獲できる。また、キュレムを捕まえた後に手に入る「いでんしのくさび」を使って手持ちにいるゼクロムと合体するとブラックキュレムに、レシラムと合体するとホワイトキュレムにそれぞれフォルムチェンジし、フォルムチェンジしている状態で手持ちポケモンが6体ではない時に「いでんしのくさび」を使うと分離できる。
特性は形態によって異なり、通常形態時はプレッシャー、「ブラックキュレム」形態時はテラボルテージ、「ホワイトキュレム」形態時ターボブレイズになる。
専用技は通常時は「こごえるせかい」、ブラックキュレムは「フリーズボルト」、ホワイトキュレムは「コールドフレア」と姿によって変化する。こごえるせかいは周囲一帯を瞬時に極寒の銀世界に変えて相手全員にダメージを与え、素早さランクを一段階下げるわざ。フリーズボルトとコールドフレアは2ターン後に攻撃するわざ。フリーズボルトは、氷塊を雷の様に叩き付けて攻撃し、相手をまひ状態にすることがある。コールドフレアは、冷気を炎の様に巻き込んで攻撃し、やけど状態にする事がある。また、通常時の「こわいかお」も、ブラックキュレム時は「クロスサンダー」、ホワイトキュレム時は「クロスフレイム」に変化する。
2012年に公開された『キュレムVS聖剣士 ケルディオ』で初登場。ゼクロムの遺伝子を備え雷を操るブラックキュレム、レシラムの遺伝子を備え炎を操るホワイトキュレムへとフォルムチェンジを行う。声優は特別出演の高橋克実。咆哮には同じ東宝配給作品であるゴジラのものが使用されている。2015年公開『光輪の超魔神 フーパ』にも登場し、当時の前売り券の特典の引換券でも入手できた。
『大乱闘スマッシュブラザーズ for Nintendo 3DS / Wii U』『大乱闘スマッシュブラザーズ SPECIAL』では、「モンスターボール」から登場。左右へ「こごえるかぜ」を噴射し、範囲内のファイターを凍り状態にする。
通常形態のデザインについては『ブラック・ホワイト』の時点で吸収合体を想定して行われており、「本来の力が抑えられており、（氷のプロテクターによって）拘束されている」というイメージでデザインがなされた。なお、ブラックキュレムとホワイトキュレムのデザインは『ブラック・ホワイト』発売後に作られている。

## ケルディオ
| 分類: わかごまポケモン | タイプ: みず/ かくとう | 高さ: 1.4m   | 重さ: 48.5kg |
| 特性: せいぎのこころ   | かくれ特性: なし       | 進化前: なし | 進化後: なし |

幻のポケモンの一種。美しい水辺に現れると言われる。かつてセッカの湿原の森が戦で焼け落ちた時に親とはぐれ、コバルオン、テラキオン、ビリジオンに必要な知識や技を教えられたという。やがて、3匹をも凌ぐ力を得たケルディオは謎の失踪を遂げた。足の穴のような部分から水を発射することができる。
「いつものすがた」と「かくごのすがた」と呼ばれる2つの姿を持つ。
いつものすがた
その名の通り、通常の姿。ケルピーやユニコーンのような姿をしており、赤い鬣と水色の体毛と尻尾を持ち、額からは白い角が生えている。
かくごのすがた
コバルオン・テラキオン・ビリジオンがサンギタウンの奥の森にある岩壁に刻んだ決意から「しんぴのつるぎ」を会得し、戦う覚悟を固めて変化した姿。通常に比べ、赤い鬣が伸び、そこからコバルオン・テラキオン・ビリジオンの3匹を示すかのような青、黄、緑の3色の毛が立っている。額の角も伸びて濃い青になり、剣のような形となる。
2012年2月15日にその存在が発表された。映画『キュレムVS聖剣士 ケルディオ』の前売券の特典として、『ブラック・ホワイト・ブラック2・ホワイト2』向けに配布された。おや名は「しょこたん」。
条件を満たすとかくとうタイプの特殊技「しんぴのつるぎ」を覚える。これは『ブラック・ホワイト』ではコバルオン、テラキオン、ビリジオンと一緒に連れてセッカの湿原で、『ブラック2・ホワイト2』ではサンギタウンの奥にある『誓いの林』に連れて行くと習得するイベントが起こる。しんぴのつるぎは特殊技だが、相手の特防ではなく、防御に影響したダメージを与える。
『ブラック2・ホワイト2』ではしんぴのつるぎを覚えると「かくごのすがた」にフォルムチェンジするが、能力などに変化はない。一方、『ブラック・ホワイト』ではイベントを起こしてもフォルムチェンジしない。そのため、「かくごのすがた」のケルディオを『ブラック・ホワイト』に送ることはできない。
幻のポケモンではあるが、『ソード・シールド』では有料追加コンテンツ(エキスパンション・パス)「冠の雪原」でのゲーム中の通常イベントから入手できる。『ブラック2・ホワイト2』同様しんぴのつるぎを覚えると「かくごのすがた」にフォルムチェンジすることができる。
劇場版では2012年公開の『キュレムVS聖剣士 ケルディオ』に登場。劇中では、聖剣士と呼ばれるコバルオン、ビリジオン、テラキオンの元で修行をしており、その後継者になるといわれているポケモンとして登場する。声優は特別出演の中川翔子。
『大乱闘スマッシュブラザーズ for Nintendo 3DS / Wii U』『大乱闘スマッシュブラザーズ SPECIAL』では、「モンスターボール」からかくごのすがたで登場。ワープでファイターに接近し、伸ばした角を振り上げる「しんぴのつるぎ」で攻撃する。

## メロエッタ
| 分類: せんりつポケモン | タイプ: ノーマル/ 本文参照 | 高さ: 0.6m   | 重さ: 6.5kg  |
| 特性: てんのめぐみ     | かくれ特性: なし           | 進化前: なし | 進化後: なし |

幻のポケモンの一種。少女と擬人化した音符を合わせたような姿をしている。歌やダンスが得意なポケモンであり、その特殊な声から発せられる歌声には周囲の者の感情を操るほどの力があり、メロエッタにインスピレーションを受けて作られた名曲は少なくないという。「ボイスフォルム」と「ステップフォルム」と呼ばれる2種類の姿を持つ。女性的な外見をしているが、幻のポケモンなので性別不明扱いである。
ボイスフォルム
初めに発表されたフォルムでノーマル・エスパータイプ。五線譜をモチーフにした長い緑色の髪が伸び、顔の右側にはト音記号に似た飾りが付いている。イブニングドレスのようなスリットの入ったスカートが特徴。額のサークレット状の宝石と腹部の模様も髪と同じ色になっている。髪には音符のように青緑色の丸模様が複数入っている。
ステップフォルム
2012年4月13日に発表されたフォルムでノーマル・かくとうタイプ。髪の色が橙色に変化し、頭上にターバン状に巻かれ、上記のト音記号状の飾りが髪留めとなっている。バレリーナやフラメンコダンサーのようなスカートが特徴。
2012年3月1日にその存在が発表された。映画『キュレムVS聖剣士 ケルディオ』が上映された映画館にて、『ブラック・ホワイト・ブラック2・ホワイト2』を対象としたワイヤレス通信によって配布された。おや名は「えいがかん」。『ポケットモンスター スカーレット・バイオレット』のダウンロードコンテンツ『ゼロの秘宝』後編『藍の円盤』でのゲーム中の通常イベントから入手できる他、スマートフォン版『Pokémon HOME』で『スカーレット・バイオレット』のソフト図鑑3種を完成させることで色違いのメロエッタが入手できる。
条件を満たすとノーマルタイプの特殊技「いにしえのうた」を覚える。いにしえのうたは敵二体にダメージを与え、ねむり状態にする事もある技。さらに、この技を使うとメロエッタはボイスフォルムからステップフォルムにフォルムチェンジする（もう一度使うか、バトル後になると元に戻る）。
TVアニメ版では『ベストウイッシュ』第1期の終盤から登場し、『ベストウイッシュ シーズン2』（第2期）では一時的にサトシ達とともに行動していた。声優は中島愛。アニメ版ポケットモンスターの登場人物#主なゲストポケモンも参照。
劇場版では『キュレムVS聖剣士 ケルディオ』と同時上映となる短編作品『メロエッタのキラキラリサイタル』の主役として登場。こちらも声優は中島愛。
『大乱闘スマッシュブラザーズ for Nintendo 3DS / Wii U』『大乱闘スマッシュブラザーズ SPECIAL』では、「モンスターボール」からボイスフォルムで登場。反射する2つの音玉を飛ばす「エコーボイス」で攻撃を行う。

## ゲノセクト
| 分類: こせいだいポケモン | タイプ: むし/ はがね | 高さ: 1.5m   | 重さ: 82.5kg |
| 特性: ダウンロード       | かくれ特性: なし     | 進化前: なし | 進化後: なし |

幻のポケモンの一種。「こせいだいポケモン」の分類の通りプラズマ団が3億年前(古生代)の化石を復元、機械的な改造を施して誕生したポケモン。プラズマ団は最強のポケモンとして運用するべくゲノセクトの製造計画を企てたが、プラズマ団のリーダーであるNがそれを良しとしなかったため、計画は中断された。
アリを人型にしたような姿をしており、紫色の外殻に白いラインが走っていて、背中には砲塔を背負っている(プラズマ団の科学者陣が後付けで装備改造を施したもの)。生息していた当時は最強の捕食者として生態系に君臨していた。翅や外見上の推進装置を持つ様子はないが、砲台の砲身を格納して身体を折りたたむことで飛行形態となり、空を飛ぶことができる。映画版では、腕の先から糸状になる粘着質の液体「ゲノクロス」を放出する能力が確認でき、巣の建造や相手の拘束に用いているが、可燃性のため一度火が着くと消火が困難になる。
『ブラック・ホワイト』ではゲーム中の「P2ラボ」にゲノセクトを生み出した研究者のメモ書きが存在する。2012年8月11日から同年9月14日まで『ブラック2・ホワイト2』を対象にニンテンドーWi-Fiコネクションでおや名を「プラズマ」として配信が行われたが、それとは別に2013年1月11日から2月10日まで『ブラック・ホワイト』も対象に含めて全国のポケモンセンターでおや名を「P2ラボ」として配信が行われた。後述の劇場版公開時は映画館でおや名「えいがかん」となった色違いの赤いゲノセクトが配信された。
専用技は「テクノバスター」。この技はゲノセクトに「カセット」という系統のアイテムを持たせると技のタイプが変化するという性質を持つ（技自体のタイプはノーマル）。配信されたゲノセクトをP2ラボに連れて行くとプラズマ団の研究員がいて、バトルに勝つと『ブラック』・『ブラック2』では「ブレイズカセット（ほのおタイプ）」と「イナズマカセット（でんきタイプ）」、『ホワイト』・『ホワイト2』では「フリーズカセット（こおりタイプ）」と「アクアカセット（みずタイプ）」がもらえる。また、カセットを持たせると背中のカートリッジの色が変化するため、自他共に何を持たせているかプレイヤーが判別することができる。
TVアニメ版では『ベストウイッシュ シーズン2 エピソードN』にて第26話（通算第110話）においてP2ラボのコンピューターデータとして映っていた形で初登場。その後の第35話（通算第119話）では後述の劇場版に登場する5体のゲノセクトが、Nと野生のミルホッグが語った回想シーンに登場している他、オープニング映像にも登場した。
劇場版では『神速のゲノセクト ミュウツー覚醒』に、その名の通り「しんそく」を使用する、通常とは異なる真紅の身体を持つ「赤いゲノセクト」と、それに付き従う4体のゲノセクトが登場。赤いゲノセクトの声優は特別出演の山寺宏一。通常配色の4体は装着されたカセット別に水は諸星すみれ、氷は渡辺明乃、炎は古島清孝、雷は佐藤健輔が担当。水のゲノセクトはストーリーのキーパーソンとなる。
読売新聞の連載ポケモン四字熟語では、『天下無敵・てんかむてき』が、ゲノセクトを紹介するキャッチフレーズとして用いられた。
『大乱闘スマッシュブラザーズ for Nintendo 3DS / Wii U』では、「モンスターボール」から登場。「テクノバスター」を数発発射した後、レーザーを発射する。どちらも地形を貫通する。